# Mouthier-Haute-Pierre
Cet article possède des paronymes, voir Hautepierre et Haute-Pierre.
Mouthier-Haute-Pierre est une commune française située dans le département du Doubs, la région culturelle et historique de Franche-Comté et la région administrative Bourgogne-Franche-Comté.
Ses habitants sont appelés les Guilloux et Guillouses.
Située dans la haute vallée de la Loue, en aval immédiat de sa source, le village occupe un site particulièrement remarquable composé d'un amphithéâtre naturel dominé par des falaises abruptes. Les paysages de la commune présentent d'autres éléments marquants dont la cascade de Syratu haute de 50 mètres, les gorges de Nouailles, un canyon profond de 150 à 350 mètres, la grotte des Faux-monnayeurs, la baume Archée ou encore la source du Pontet.
Le bourg s'est développé progressivement autour d'un monastère dont il tire son nom, Monasterium de Alta Petra. Cité dès 870 dans le partage de Lothaire II, il fut rattaché à l'abbaye de Cluny vers 1120 avec le rang de prieuré. C'est sans doute de cette même époque que date le début de l'activité viticole qui marque durablement l'identité locale. Dès le XVIIIe siècle, de nombreux ateliers et moulins se développent sur les bords de la rivière et la commune va connaître son apogée en atteignant plus de 1 000 habitants. Touchées par la crise du phylloxéra à la fin du XIXe siècle, les vignes sont remplacées par des cerisiers destinés à la fabrication d'un kirsch artisanal qui a fait la renommée de Mouthier-Haute-Pierre. En 2022, sa population s'élève à 357 habitants.
La commune est au XXIe siècle principalement tournée vers le tourisme, en étant notamment labélisée Cité de caractère de Bourgogne-Franche-Comté. En plus du prieuré, deux édifices sont protégés au titre des monuments historiques, l'église Saint-Laurent du XIVe siècle et une demeure du XVIe siècle. Elle offre par ailleurs à ses visiteurs un hôtel-restaurant, un centre international d'art contemporain et de résidences d’artistes « Le Manoir » et un petit musée d'histoire naturelle. Les touristes viennent également profiter des nombreuses possibilités d'activités de plein air offertes par son patrimoine naturel, telles que la randonnée, l'escalade, la spéléologie, le canoë-kayak ou encore la pêche.

## Géographie

### Situation
Niché sur un replat à l’adret, protégé par le magnifique rocher de la Baume, Mouthier-Haute-Pierre est le dernier village amont de la haute vallée de la Loue, à l’entrée des Gorges de Nouailles. Il est localisé dans la partie centrale du département du Doubs, à 12 km à vol d'oiseau au sud-est d'Ornans (chef-lieu de canton), 16 km au nord-ouest de Pontarlier (sous-préfecture), et 30 km au sud-est de Besançon (préfecture).
| - OpenStreetMap Environnement géographique et délimitation territoriale de Mouthier-Haute-Pierre. - Mouthier-Haute-Pierre et ses communes limitrophes. - Mouthier-Haute-Pierre (en rouge) dans le département du Doubs. |

| Lods       | Lods                  | Les Premiers-Sapins (Athose, Hautepierre-le-Châtelet) |
| Longeville | Mouthier-Haute-Pierre | Les Premiers-Sapins (Athose, Hautepierre-le-Châtelet) |
| Évillers   | Renédale, Ouhans      | Aubonne                                               |

### Géologie et relief

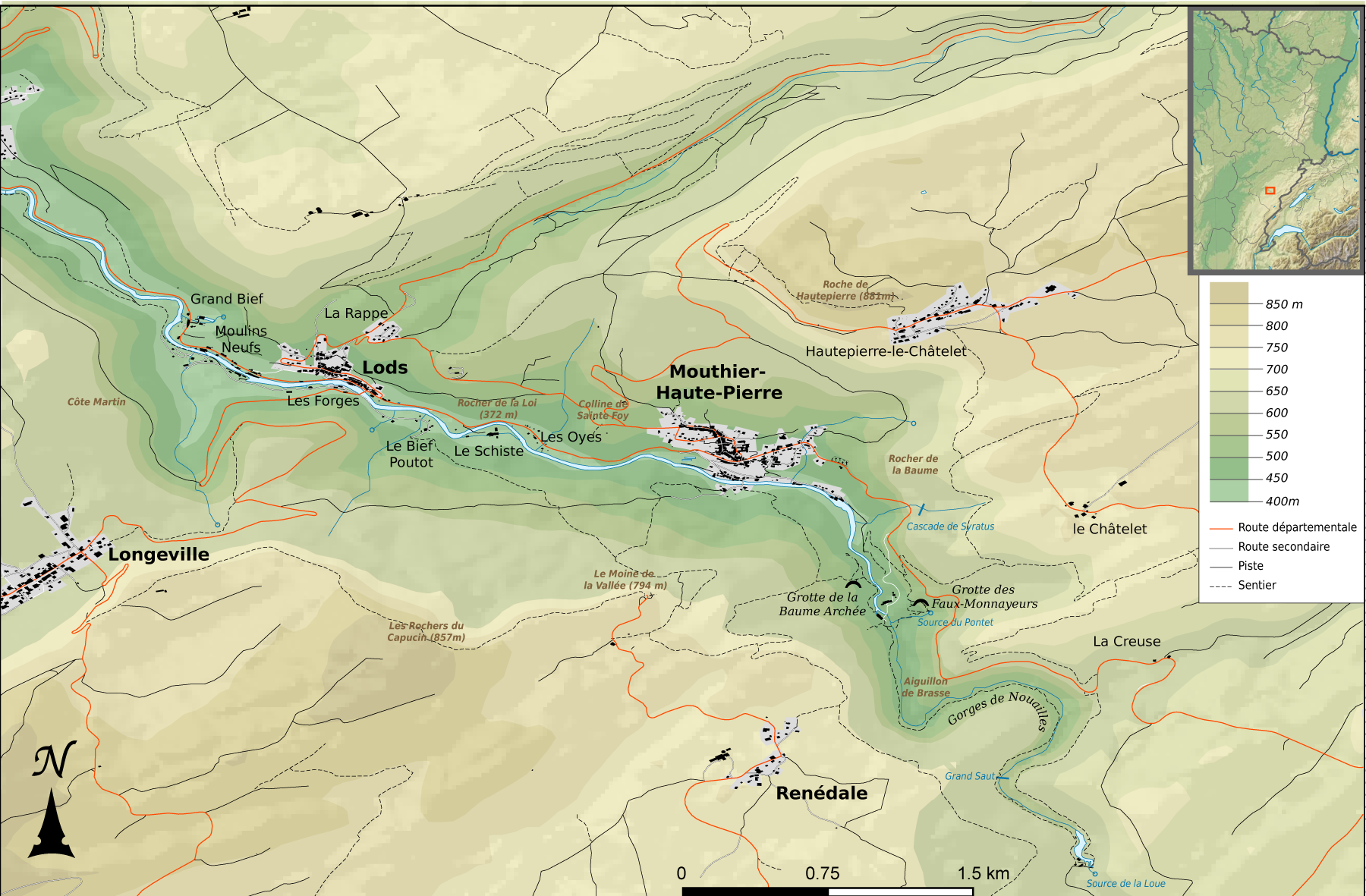
Carte topographique de Mouthier-Haute-Pierre et ses environs.

La superficie de la commune est de 1 213 hectares ; son altitude varie de 370 à 867 mètres. Le point le plus bas se situe à proximité du lieu-dit Le Schiste (commune de Lods) et son point culminant au-dessus des rochers du Capucin au niveau de la limite avec la commune de Longeville. Le centre du village, situé à une altitude de 430 mètres, est dominé au nord par la roche de Hautepierre (882 mètres), au sud par le rocher dit le Moine de la vallée (794 mètres) et à l'est par le rocher de la Baume (650 mètres). Mouthier-Haute-Pierre est classée en zone de montagne.

### Hydrographie
La commune est arrosée principalement par la Loue qui traverse le territoire communal sur une distance d'environ six kilomètres. Un autre petit cours d'eau, le Bief de Maisey, s'écoule du nord vers le sud sur 1,36 km avant de se jeter dans la Loue au niveau du hameau des Oyes.

### Climat
Pour des articles plus généraux, voir Climat de la Bourgogne-Franche-Comté et Climat du Doubs.
En 2010, le climat de la commune est de type climat de montagne, selon une étude du Centre national de la recherche scientifique s'appuyant sur une série de données couvrant la période 1971-2000. En 2020, Météo-France publie une typologie des climats de la France métropolitaine dans laquelle la commune est exposée à un climat de montagne ou de marges de montagne et est dans la région climatique Jura, caractérisée par une forte pluviométrie en toutes saisons (1 000 à 1 500 mm/an), des hivers rigoureux et un ensoleillement médiocre.
Pour la période 1971-2000, la température annuelle moyenne est de 10,2 °C, avec une amplitude thermique annuelle de 17,5 °C. Le cumul annuel moyen de précipitations est de 1 330 mm, avec 12,7 jours de précipitations en janvier et 10,6 jours en juillet. Pour la période 1991-2020, la température moyenne annuelle observée sur la station météorologique de Météo-France la plus proche, « Épenoy », sur la commune d'Épenoy à 13 km à vol d'oiseau, est de 9,2 °C et le cumul annuel moyen de précipitations est de 1 363,0 mm. 
La température maximale relevée sur cette station est de 36,4 °C, atteinte le 7 août 2003 ; la température minimale est de −18,8 °C, atteinte le 5 février 2012,,.
Les paramètres climatiques de la commune ont été estimés pour le milieu du siècle (2041-2070) selon différents scénarios d'émission de gaz à effet de serre à partir des nouvelles projections climatiques de référence DRIAS-2020. Ils sont consultables sur un site dédié publié par Météo-France en novembre 2022.

### Environnement

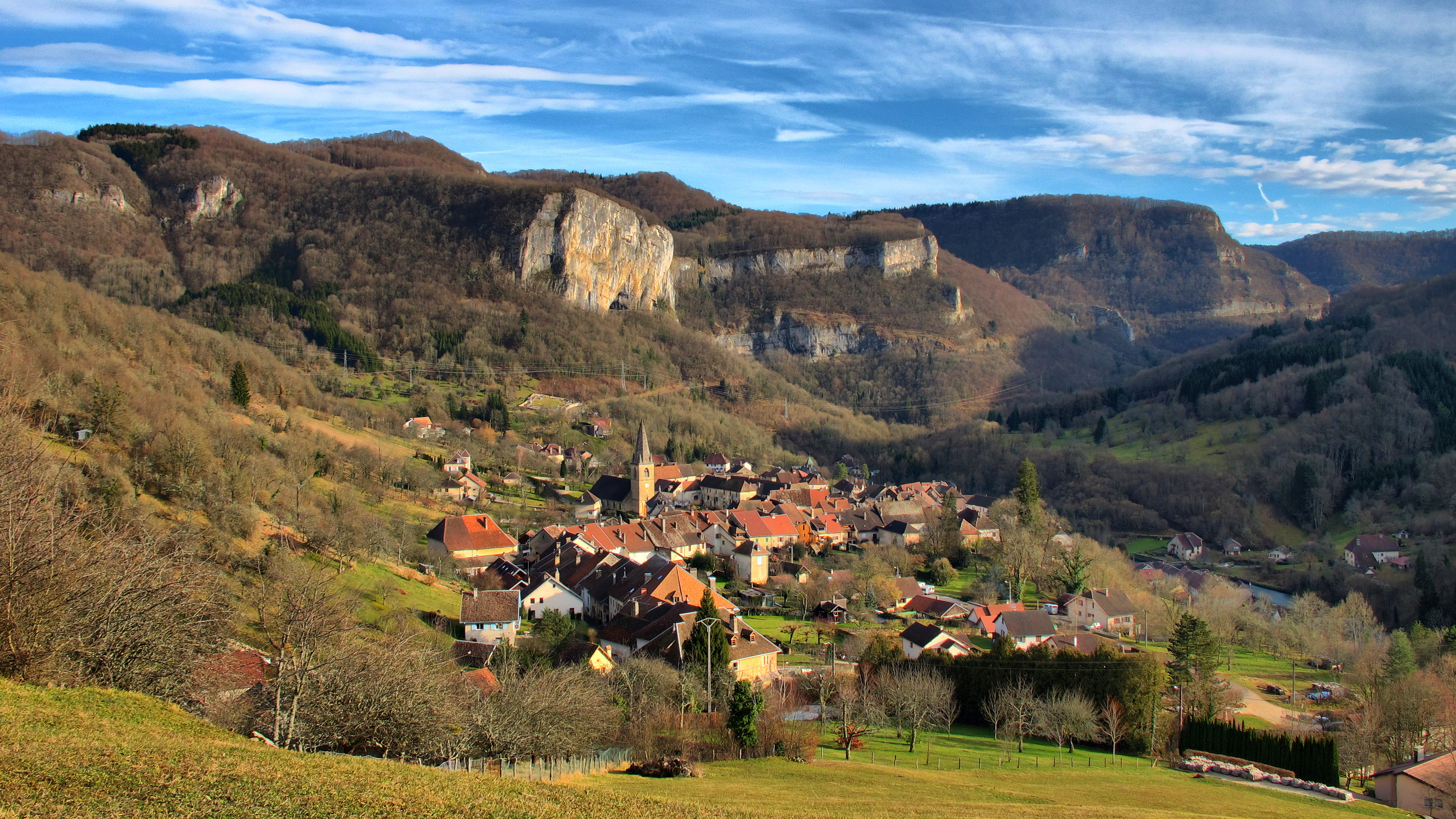
Le village à l'entrée des gorges de Nouailles.

Plus de 80% du territoire de Mouthier-Haute-Pierre est intégré dans le site Natura 2000 des « vallées de Loue et du Lison ». La commune comprend par ailleurs six zones naturelles d'intérêt écologique, faunistique et floristique (ZNIEFF). Une grande partie est inscrite dans la ZNIEFF de type II (grand ensemble) de la « vallée de la Loue de la source à Ornans » qui présente un très grand intérêt patrimonial d'un point de vue floristique et faunistique. La ZNIEFF de type I des « rochers du Capucin » est un ensemble linéaire de falaises rocheuses surplombant un versant forestier abrupt en rive gauche de la Loue. Au nord-ouest de la commune, la ZNIEFF de type I des « pelouses, friches et rochers à Mouthier-Haute-Pierre » correspond un ensemble de falaises rocheuses en rive droite de la Loue autour de la Roche de Hautepierre et de pierriers situés en contrebas. Cette zone propice à la nidification du Faucon pèlerin et du Grand Corbeau abrite des espèces de plantes assez rares telles que le bois-joli ou la vulnéraire des montagnes et présente une riche variété de papillons dont le petit sylvandre ou l'hespérie. La ZNIEFF de type 1 de l'« usine hydro-électrique de Mouthier » correspond à un bâtiment désaffecté dans lequel vit une colonie de chauves-souris de l'espèce Petit rhinolophe, une des plus menacées en France. Au sud-ouest de la commune, dans la partie amont de la vallée de la Loue, la ZNIEFF de type I de la « source de la Loue et des gorges de Nouailles » correspond à un canyon sauvage profond de plus de 150 mètres dont les versants sont couverts de forêts reconnues d'intérêt européen. Enfin, la ZNIEFF de type I de la « falaise de la Baume » est un espace de 25 hectares situé à l'est du village se présentant sous forme d'un linéaire rocheux surplombant la route départementale 67. Elle présente un grand intérêt faunistique du fait des nombreuses espèces d'oiseau qui viennent y nicher, telles que le Faucon pèlerin, l'Hirondelle de rochers, le Martinet à ventre blanc ou le Bruant fou.

### Voies de communication et transports
Le village est situé sur la route départementale RD 67, ancienne route nationale déclassée en 1973 au profit de la route nationale 57 qui rejoint depuis lors Besançon à la Suisse via Pontarlier en évitant le tracé sinueux de la vallée de la Loue. En amont du village, elle traverse le rocher de la Vieille-Roche par un souterrain d'une vingtaine de mètres de longueur. Une route secondaire, la RD 244, gravit le versant nord de la commune sur plus de 300 mètres de dénivelé pour atteindre le village de Hautepierre-le-Châtelet. La sortie d'autoroute la plus proche est l'échangeur no 4 Besançon Nord de l'A36 (Beaune-Mulhouse) situé à 45 kilomètres au nord-ouest de Mouthier.
La commune est desservie par le réseau de transports interurbain de la région Bourgogne Franche-Comté Mobigo : la ligne LR204 relie la gare de Pontarlier à la gare de Besançon-Viotte en desservant l'arrêt de bus de Mouthier-Haute-Pierre. En semaine, il y a au moins six allers et retours réguliers par jour permettant de relier Ornans en une vingtaine de minutes, Pontarlier en 25 minutes et le centre-ville de Besançon en un peu moins d'une heure. La halte ferroviaire la plus proche est, à 19 km, la gare de Valdahon desservie par la ligne TER reliant Besançon à la ville suisse de La Chaux-de-Fonds.
L'aéroport international de Genève est le point de desserte aérienne le plus proche.

## Urbanisme

### Typologie
Au 1er janvier 2024, Mouthier-Haute-Pierre est catégorisée commune rurale à habitat dispersé, selon la nouvelle grille communale de densité à 7 niveaux définie par l'Insee en 2022.
Elle est située hors unité urbaine. Par ailleurs la commune fait partie de l'aire d'attraction de Pontarlier, dont elle est une commune de la couronne,. Cette aire, qui regroupe 54 communes, est catégorisée dans les aires de moins de 50 000 habitants,.

### Occupation des sols
L'occupation des sols de la commune, telle qu'elle ressort de la base de données européenne d’occupation biophysique des sols Corine Land Cover (CLC), est marquée par l'importance des forêts et milieux semi-naturels (79,2 % en 2018), en diminution par rapport à 1990 (82,3 %). La répartition détaillée en 2018 est la suivante :
forêts (74,8 %), zones agricoles hétérogènes (17,7 %), milieux à végétation arbustive et/ou herbacée (4,5 %), zones urbanisées (2,3 %), prairies (0,6 %), terres arables (0,2 %). L'évolution de l’occupation des sols de la commune et de ses infrastructures peut être observée sur les différentes représentations cartographiques du territoire : la carte de Cassini (XVIIIe siècle), la carte d'état-major (1820-1866) et les cartes ou photos aériennes de l'IGN pour la période actuelle (1950 à aujourd'hui).

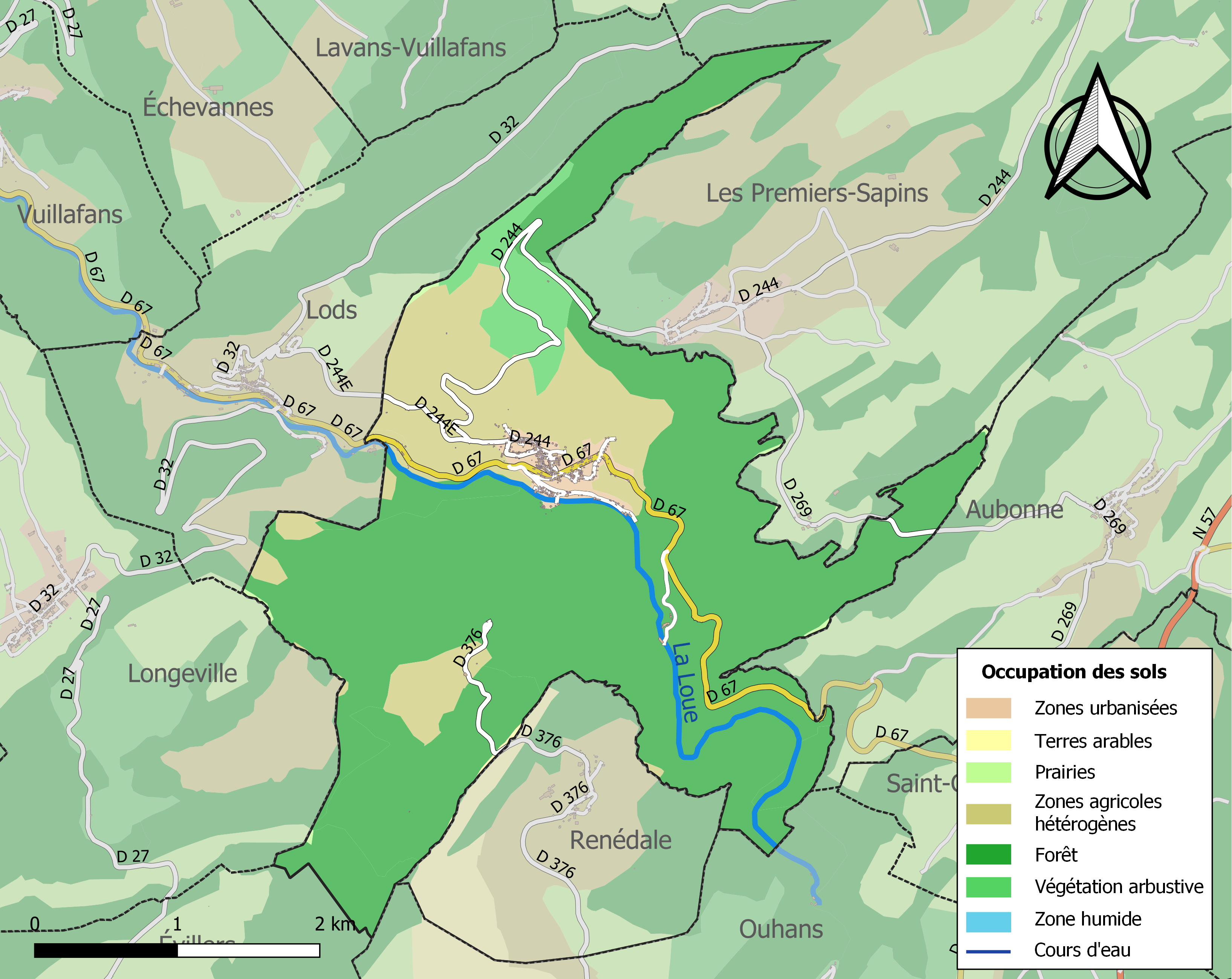
Carte des infrastructures et de l'occupation des sols de la commune en 2018 (CLC).

### Morphologie urbaine

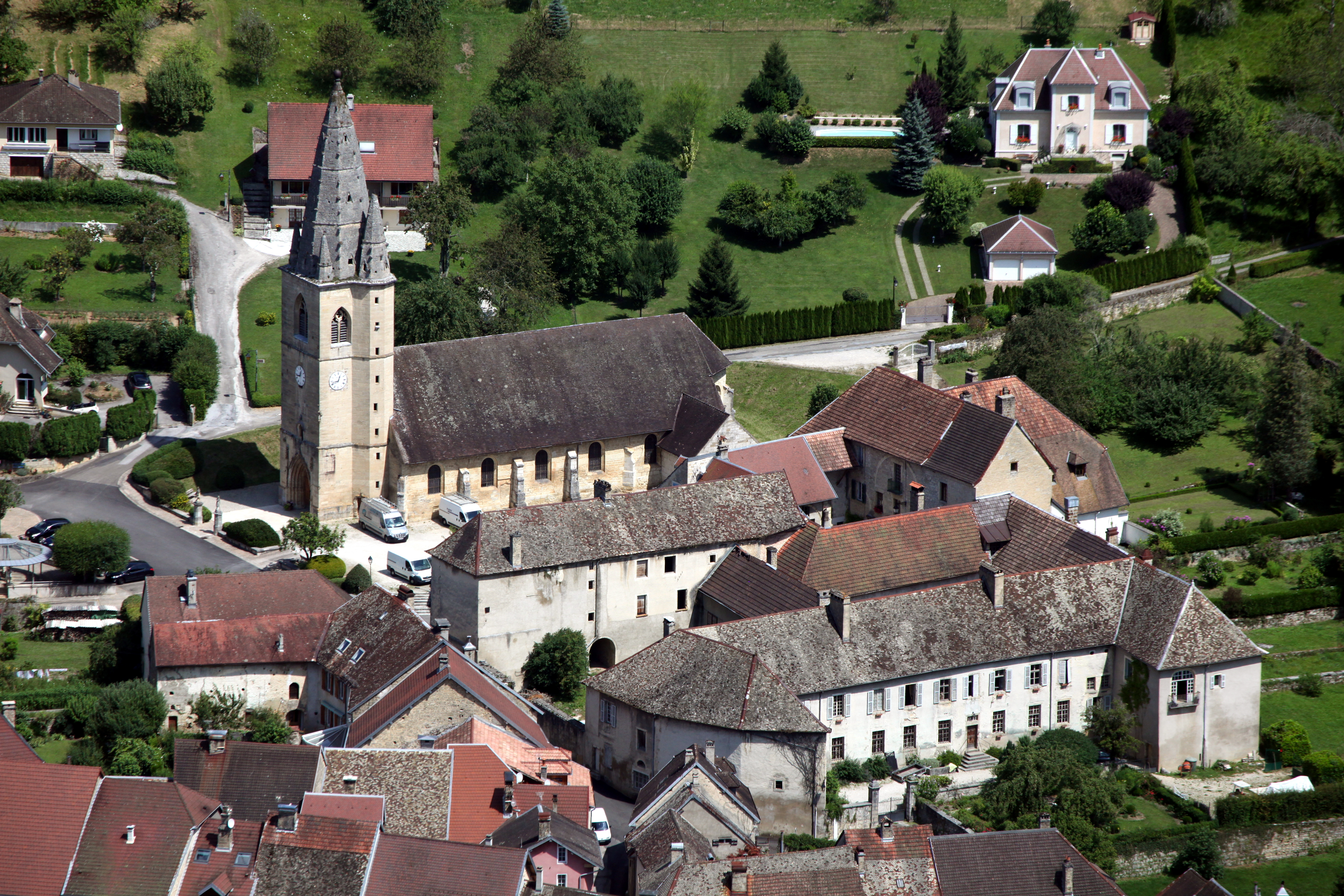
Le centre du village de Mouthier-Haute-Pierre.

Le village est composé de deux ensembles distincts situés en rive droite de la Loue : la plus grande partie, dénommée Mouthier-Haut, s'est développée principalement autour du prieuré et le long d'un axe formé par les actuelles Grande Rue et rue Robert-Dame ; la seconde, appelée Mouthier-Bas, correspond aux habitations construites en bordure de rivière.

### Logement
Au recensement de 2015, la commune comptait 250 logements dont 151 étaient des résidences principales, 27 des logements vacants et 71 des résidences secondaires. Le nombre de logements situé dans des immeubles collectifs s'élève à 32 appartements, soit 13 % du total, et 217 maisons individuelles. Sur les 144 résidences principales construites avant 2013 que compte la commune, 68 (47.2 %) ont été achevées avant 1919, 61 (42.4 %) entre 1919 et 1990, et 15 (10.4 %) de 1991 à 2012. L'ancienneté d'emménagement dans la résidence principale montre que sur les 320 habitants de la commune au recensement de 2015, 179 ont emménagé depuis 10 ans ou plus, 91 depuis 2 à 9 ans et 51 depuis moins de 2 ans.
|                                                                  | Mouthier-Haute-Pierre | Doubs |
| ---------------------------------------------------------------- | --------------------- | ----- |
| Part des résidences principales (en %)                           | 60,5                  | 87,2  |
| Part des résidences secondaires et logements occasionnels (en %) | 28,6                  | 4,4   |
| Part des logements vacants (en %)                                | 11,0                  | 8,4   |
| Part des ménages propriétaires de leur logement (en %)           | 79,1                  | 59,0  |

| 1968 | 1975 | 1982 | 1990 | 1999 | 2010 | 2015 |
| ---- | ---- | ---- | ---- | ---- | ---- | ---- |
| 200  | 224  | 225  | 235  | 260  | 256  | 250  |

### Lieux-dits, écarts et hameaux
À l'ouest de Mouthier, en limite de la commune de Lods, se trouve le hameau « les Oyes ».

## Toponymie
Altam Petram en 870 ; Monasterium Altapetrinse en 934 ; Ecclesiam Alta Petrensem en 1110 ; Mostier en 1207 ; Monasterium de Alta Petra en 1260 ; Alta Petra en 1275 ; Mostier Aute Pierre en 1309 ; Moustier Aultepierre en 1407 ; Moustier Haulte-pierre en 1621.

## Histoire

### Préhistoire
La présence de nombreux sites archéologiques sur le territoire de la commune témoigne d'une occupation humaine dès le Néolithique, principalement dans les grottes, notamment à la baume Archée et dans la grotte des Faux-monnayeurs. Cette dernière constitue l'un des sites de l'âge du bronze les plus remarquables dans le département du Doubs.

### Moyen Âge
Si la fondation du prieuré de Altapetra date probablement du IXe siècle, figurant sur la liste des monastères adjugés en 870 à Louis le Germanique, la communauté d'habitants obtient son affranchissement en 1365 de Jehan de Montfaucon, seigneur de Vuillafans dont ils étaient les sujets, ainsi que ceux dépendants du prieuré dont le prieur Aymé de Montmartin en fit autant la même année.
Les noms des familles encore existantes à Mouthier-Haute-Pierre apparaissent au XIVe siècle (Guignet, Chifflet, Demenoux, Bonsoiteur, Lambert, Gourmand, Jouffroy, Phisalix, Meredez, Pavillard, Duboucley, Peschard, Briet, Outhenin, Truche, Parrods, Dame, Mouge, Savonet, Tyrode, entre autres).
Le village est ballotté entre les XVe et XVIIe siècles dans des guerres opposant les rois de France et les Habsbourg.

### Époque moderne
En 1493, le comté de Bourgogne réintègre le Saint-Empire romain germanique, ce qui va permettre le développement de la région. Le village revient à Louis XIV en 1678 par le traité de Nimègue.
Le 18 octobre 1719, un incendie ravage le village de Mouthier-Haute-Pierre en commençant par le bas puis en se propageant au prieuré et au haut du village : 99 maisons sont atteintes.
À la Révolution, le prieuré ne compte plus que cinq moines, qui décident d'abandonner leur état de bénédictins en 1791. La République mécontente les habitants en leur imposant des prêtres jureurs. Devant l'opposition des habitants, on confisque les armes, les faux et jusqu'aux broches et 37 personnes sont consignées chez elles en 1793. Les cloches sont démontées et fondues. Les troubles persistent jusqu'en 1799. Pendant cette période, les jeunes gens du village sont enrôlés dans l'armée et affectés à l'Armée du Rhin.

### Époque contemporaine
De 1837 à 1845, la construction de la nouvelle route de Besançon à Pontarlier permet au village d'être désenclavé. La section correspondant à la sortie des gorges de la Loue après Mouthier fut approuvé en mars 1838 et inaugurée en août 1845. Avec l'arrivée de Bonaparte au pouvoir et les amnisties qui s'ensuivirent, le calme revint et le village retourna à ses activités viticoles (cépage Poulsard), ruinées par le phylloxéra en 1883. Les habitants se tournèrent alors vers l'élevage de vaches laitières et la distillation du kirsch grâce aux nombreux cerisiers qui couvrent les flancs des coteaux et qui produisent au mois d'août une petite cerise noire sucrée : la marsotte. Une usine électrique est construite en 1902 entre la source de la Loue et le village et comptera jusqu'à 40 employés vers 1950. La Première Guerre mondiale fait 17 victimes parmi les hommes de Mouthier-Haute-Pierre partis au combat. En 1972, une entreprise de fabrication de barquettes en plastique est créée dans le village par François Guillin, originaire de Mouthier-Haute-Pierre, puis transférée à Ornans. Cette entreprise est, en 2019, le leader européen des emballages alimentaires.

## Politique et administration

### Découpage territorial
Mouthier-Haute-Pierre est l'une des 65 communes composant le canton d'Ornans et par conséquent elle est rattachée à l'arrondissement de Besançon et à la 2e circonscription du Doubs.
Mouthier-Haute-Pierre fait partie de la communauté de communes Loue-Lison qui regroupe 74 communes pour une population de 25 268 habitants (en 2016). Jusqu'au 31 décembre 2016, elle appartenait à la communauté de communes du Pays d'Ornans.
La commune dépend des tribunaux d'instance, de grande instance, du conseil de prud'hommes, du tribunal pour enfants, du tribunal de commerce et du tribunal administratif de Besançon. Elle est rattachée à la cour d'appel de Besançon et à la cour administrative d'appel de Nancy.

### Tendances politiques et résultats
Comme pour toute commune dont la population est comprise entre 100 et 499 habitants, le conseil municipal de Mouthier-Haute-Pierre est actuellement composé de onze membres. Il est élu au scrutin majoritaire plurinominal de liste, à deux tours. Le maire actuel de la commune est Romuald Maugain, élu pour la première fois en 2008 et réélu en 2014.

### Liste des maires
| Période                                  | Période                   | Identité                                        | Étiquette | Qualité           |
| ---------------------------------------- | ------------------------- | ----------------------------------------------- | --------- | ----------------- |
| 18XX                                     | 18XX                      | Alphonse Simonin de Vermondans                  |           |                   |
| 18XX                                     | 18XX                      | J.-C.-D. Parrod                                 |           |                   |
| 1983                                     | 1989                      | François Guillin                                |           |                   |
| 1989                                     | ?                         | Michel Louys                                    | DVD       |                   |
| mars 2008                                | En cours (au 31 mai 2020) | Romuald Maugain, Réélu pour le mandat 2020-2026 | DVD       | Chef d'entreprise |
| Les données manquantes sont à compléter. |                           |                                                 |           |                   |

### Finances communales
La commune de Mouthier-Haute-Pierre est enregistrée au répertoire des entreprises sous le code SIREN 212 504 153. Son activité est enregistrée sous le code APE 84.11Z, correspondant aux administrations publiques générales.
En 2017, le budget communal s'équilibrait à 722 000 € dont 248 000 € provenaient des produits de fonctionnement et 474 000 € des ressources d'investissement. La part d'impôts locaux dans les produits de fonctionnement s'établissait à 70 %, contre 40,1 % pour la strate de communes équivalente, avec des taux d'imposition fixés à 10,97 % pour la taxe d'habitation, (y compris THLV), 7,34 % et 26,66 % pour la taxe foncière sur le bâti et le non-bâti.

## Population et société

### Démographie
L'évolution du nombre d'habitants est connue à travers les recensements de la population effectués dans la commune depuis 1793. Pour les communes de moins de 10 000 habitants, une enquête de recensement portant sur toute la population est réalisée tous les cinq ans, les populations de référence des années intermédiaires étant quant à elles estimées par interpolation ou extrapolation. Pour la commune, le premier recensement exhaustif entrant dans le cadre du nouveau dispositif a été réalisé en 2007.

En 2022, la commune comptait 357 habitants, en évolution de +8,84 % par rapport à 2016 (Doubs : +1,88 %, France hors Mayotte : +2,11 %).
| 1793 | 1800  | 1806  | 1821  | 1831 | 1836  | 1841  | 1846  | 1851  |
| ---- | ----- | ----- | ----- | ---- | ----- | ----- | ----- | ----- |
| 984  | 1 002 | 1 056 | 1 077 | 975  | 1 041 | 1 084 | 1 053 | 1 063 |

| 1856 | 1861 | 1866 | 1872 | 1876 | 1881 | 1886 | 1891 | 1896 |
| ---- | ---- | ---- | ---- | ---- | ---- | ---- | ---- | ---- |
| 968  | 943  | 902  | 829  | 838  | 831  | 790  | 751  | 720  |

| 1901 | 1906 | 1911 | 1921 | 1926 | 1931 | 1936 | 1946 | 1954 |
| ---- | ---- | ---- | ---- | ---- | ---- | ---- | ---- | ---- |
| 629  | 590  | 600  | 695  | 502  | 502  | 501  | 524  | 433  |

| 1962 | 1968 | 1975 | 1982 | 1990 | 1999 | 2006 | 2007 | 2012 |
| ---- | ---- | ---- | ---- | ---- | ---- | ---- | ---- | ---- |
| 377  | 315  | 338  | 360  | 356  | 343  | 318  | 314  | 314  |

| 2017 | 2022 | - | - | - | - | - | - | - |
| ---- | ---- | - | - | - | - | - | - | - |
| 335  | 357  | - | - | - | - | - | - | - |

### Enseignement
Mouthier-Haute-Pierre est rattachée à l’académie de Besançon, dans la zone A du calendrier scolaire. Selon la carte scolaire pour la rentrée 2018, la scolarisation des élèves de Mouthier-Haute-Pierre a lieu dans le collège d'Ornans et le lycée Jules Haag de Besançon. Les écoliers du village fréquentent l'école intercommunale de la Haute Vallée de la Loue située à Vuillafans.

### Santé et services d'urgence
Mouthier-Haute-Pierre dépend, pour les secours, du centre de première intervention (CPI) d'Ouhans, commune distante de dix kilomètres par la route. Les services de santé les plus proches se situent dans la commune de Vuillafans (7 km), dont une pharmacie et un cabinet médical, tandis que les hôpitaux les plus proches sont le Centre Hospitalier de Pontarlier (23 km) et le Centre Hospitalier Saint-Louis d'Ornans (15 km).

### Vie culturelle et sportive
La « fête des Failles », une tradition vigneronne héritée du Moyen Âge, se déroule chaque année au mois de janvier, le premier samedi suivant l'épiphanie. À l'issue d'une messe puis d'un repas, les villageois montent en procession jusqu'à la colline de Sainte-Foy, allument un grand brasier servant à enflammer des torches composées de branches de tilleul, appelées failles, qu'ils font ensuite tourner à bout de bras en chantant.
Entre 1999 et 2003 et depuis 2014, la commune accueille des épreuves de trail dans le cadre du Trail N'Loue. Cet événement sportif est organisé par des étudiants de la faculté des sciences du sport de l'Université de Franche-Comté, avec l'aide des comités des fêtes de Mouthier-Haute-Pierre, Lods, Hautepierre, Longeville et Ouhans.

### Cultes
La commune dispose d'un seul lieu de culte de confession catholique, l'église Saint-Laurent. Au sein du diocèse de Besançon, le doyenné des Premiers Plateaux regroupe cinq unités pastorales (paroisses) dont celle de la Haute Vallée de la Loue à laquelle appartient Mouthier-Haute-Pierre.

## Économie
Au 31 décembre 2015, la commune accueille 36 établissements actifs, dont 2 dans le domaine de l'agriculture-sylviculture, 4 dans le secteur industriel, 4 dans la construction, 23 dans le commerce et les services et 3 dans l'administration, l'enseignement et l'action sociale.

### Revenus et fiscalité
En 2011, le revenu fiscal médian par ménage à Mouthier-Haute-Pierre était de 27 016 €, plaçant la commune au 21 346e rang parmi les 31 886 communes de plus de 49 ménages en France métropolitaine et au 391e rang parmi les 454 communes de plus de 49 ménages du département du Doubs.

### Agriculture
En 1840, la surface viticole occupait 129 hectares sur le territoire de Mouthier-Haute-Pierre, le vignoble représentant alors près de 80% des surfaces cultivées de la commune. Une épidémie de phylloxéra détruit en grande partie le vignoble entre 1890 et 1900. Pour remplacer les ceps de vignes ravagés, des cerisiers sont alors plantés pour être destinés à la production de kirsch. Cette eau-de-vie est obtenue localement à partir d'une variété de petites cerises noires, la «marsotte». La commune a compté jusqu'à 30 producteurs de kirsch qui exploitaient 150 hectares de vergers mais en 2017 il ne reste qu'une dizaine de producteurs et 30 hectares de cerisiers.
Le tableau suivant présente l'évolution des principaux indicateurs concernant l'activité agricole à Mouthier-Haute-Pierre sur une période de 22 années :
|                                   | 1988 | 2000 | 2010 |
| --------------------------------- | ---- | ---- | ---- |
| Nombre d’exploitations            | 4    | 3    | 2    |
| Surface Agricole Utile (SAU) (ha) | 30   | 31   | 31   |
| Cheptel (nombre de têtes)         | 16   | 12   | 14   |
| Terres labourables (ha)           | 0    | 0    | 0    |
| Superficie toujours en herbe (ha) | 29   | 30   |      |

### Industrie et commerce
L'économie du village est centrée principalement sur le commerce avec une boucherie charcuterie qui emploie cinq personnes, une petite épicerie, le restaurant Le Relais du Prieuré et l'hôtel-restaurant La Cascade. La brasserie Entre 2 Mondes produit des bières artisanales depuis 2007.

### Tourisme
Mouthier-Haute-Pierre est membre de l'office de tourisme « Destination Loue Lison » qui regroupe 74 communes depuis 2017.
Au 1er janvier 2019, Mouthier-Haute-Pierre dispose d'un hôtel de catégorie 3 étoiles comportant 18 chambres, l'Hôtel La Cascade. La commune abrite un gîte et un terrain de camping. Des animations sont proposées tout au long de l'année (marchés nocturnes, fête du village, Carnaval...) ainsi qu'un jeu de piste immersif intitulé "Serum PhisalX" permettant de découvrir le village, son histoire et ses légendes, sur les traces de Césaire et Marie Phisalix.

## Culture locale et patrimoine
Mouthier-Haute-Pierre est labellisée Cité de Caractère de Bourgogne-Franche-Comté et fait partie des sites inscrits du Doubs par la DREAL.

### Lieux et monuments inscrits ou classés
- Le prieuré de Mouthier-Haute-Pierre du IXe siècle est à l'origine du village. Il est inscrit sur la liste des monuments historiques depuis le 14 octobre 1996[50].
- L'Église Saint-Laurent fut construite en limite du cimetière du prieuré en 1390 et agrandie entre 1550 et 1581, notamment grâce aux dons du Cardinal de Granvelle, devenu prieur du monastère. C'est lui qui fit élever le clocher, dont la flèche est en pierre de tuf de la région, culminant à 43 mètres. Il est orné de têtes sculptées et possède 4 clochetons avec sur chaque face des baies en tiers-point divisées par un meneau en deux lancettes. La chaire provient de l'église prieurale Saint-Pierre. Elle possède de très nombreux tableaux et statues, ainsi qu'un très grand retable, faisant l'objet d'un classement aux monuments historiques. Belles boiseries en chêne. L'église Saint-Laurent a fait l'objet d'une inscription sur la liste des monuments historiques le 8 juin 1926[51].
- Une demeure située au 16, rue Robert-Dame, ancienne ferme à tuyé construite au XVIe siècle ou au début du XVIIe siècle, est inscrite depuis le 18 juin 2014[52].

Monuments historiques inscrits ou classés de Mouthier-Haute-Pierre
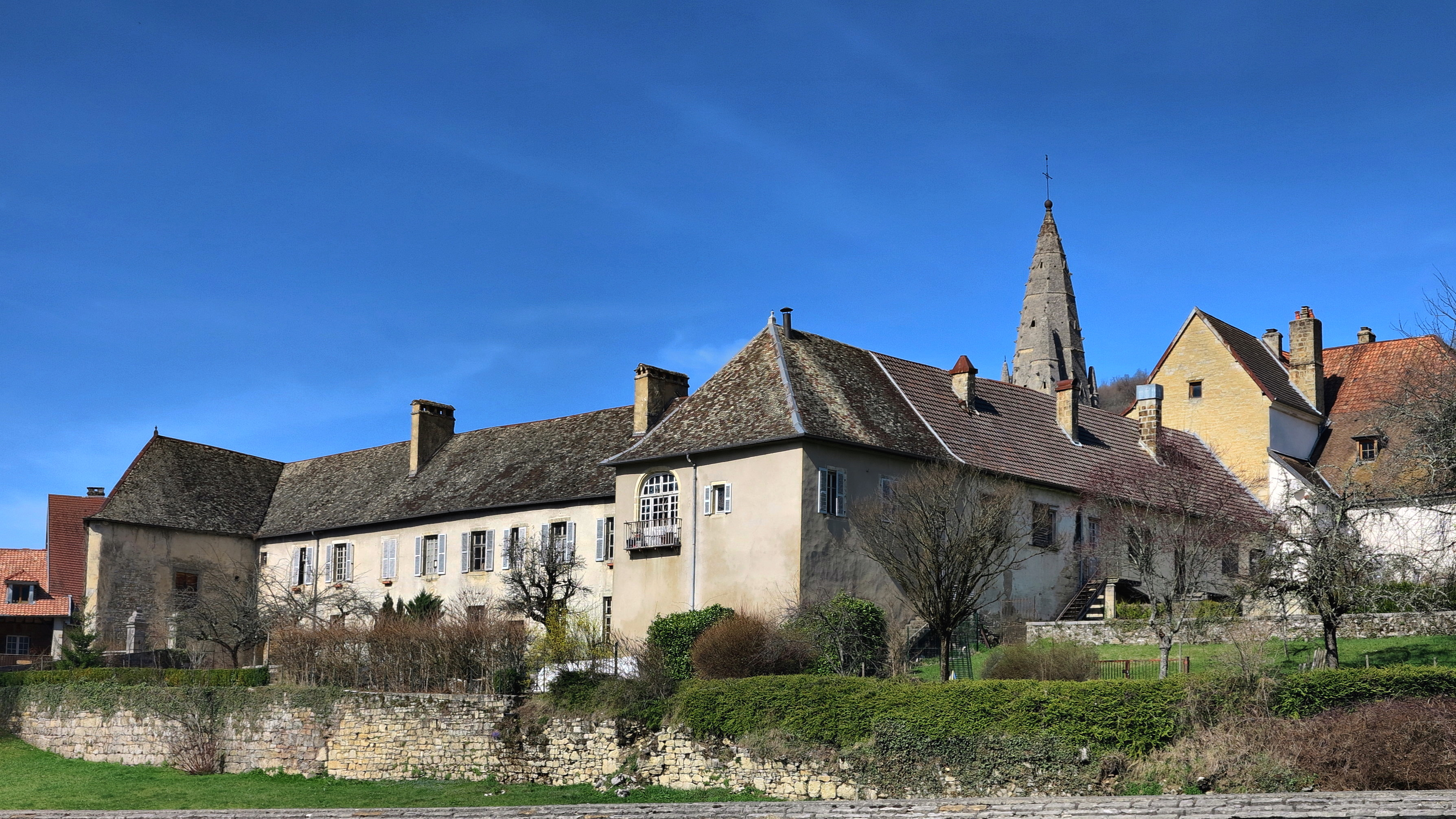
Le prieuré.
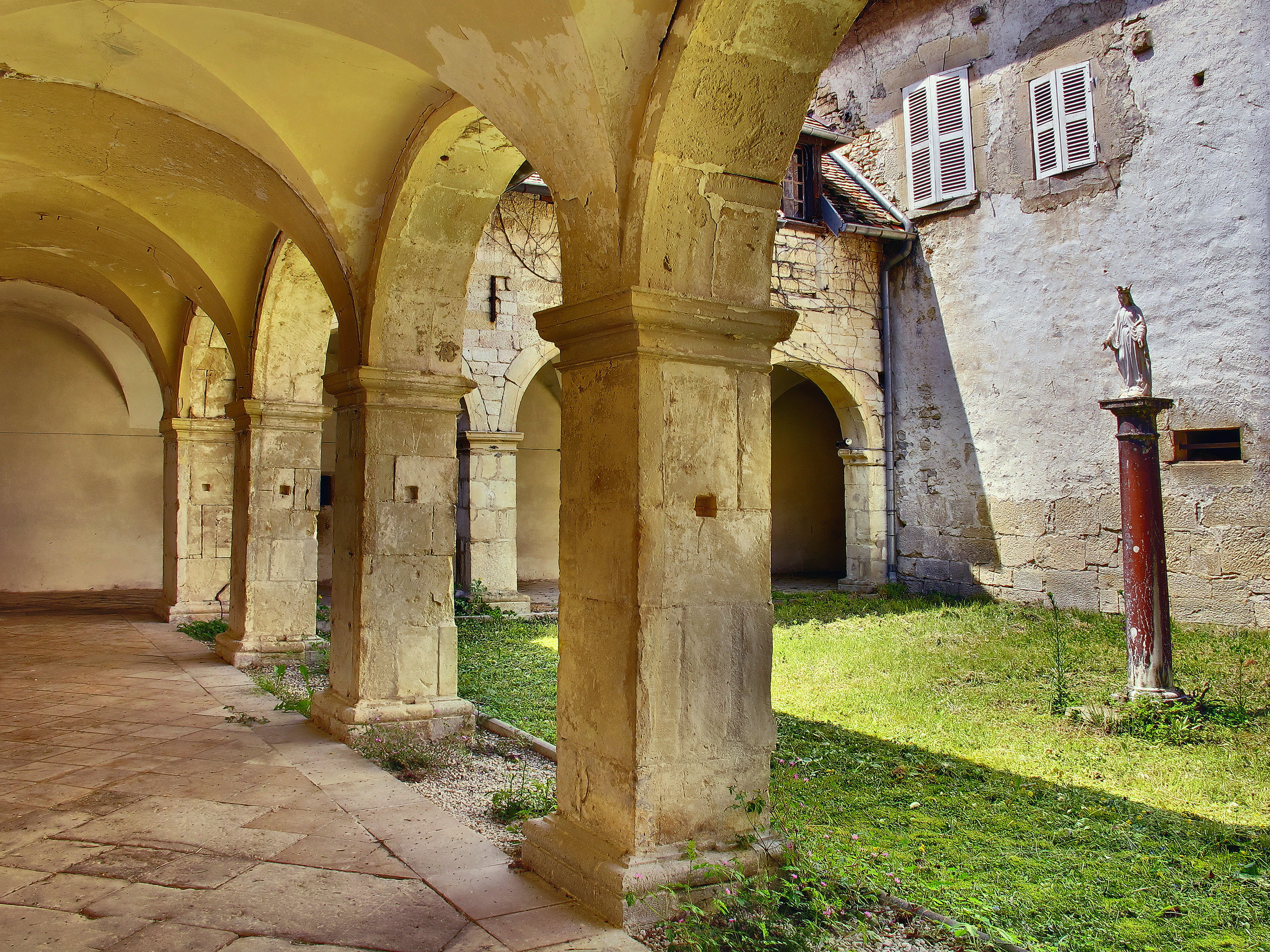
Le cloître du Prieuré.
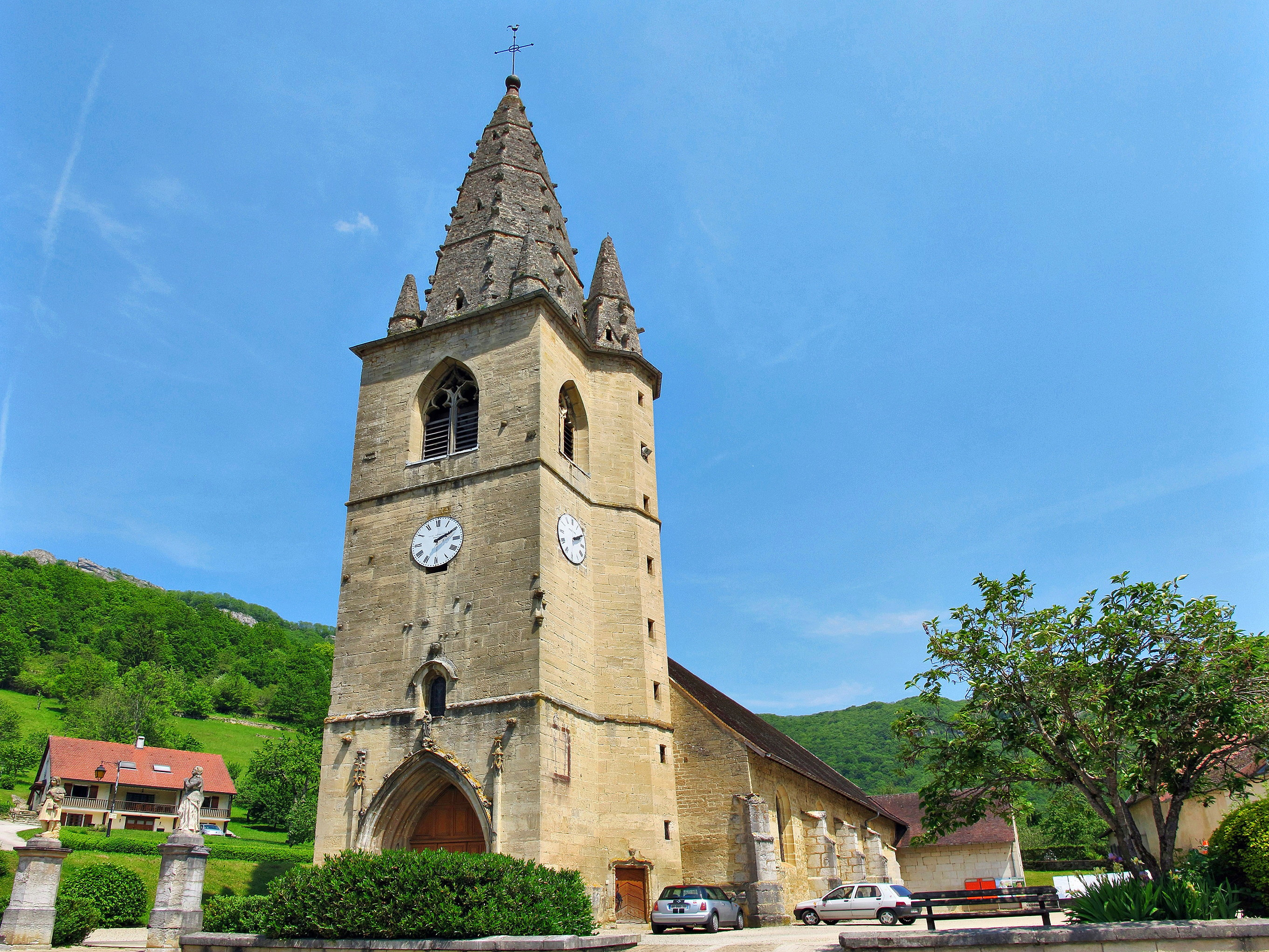
L'église Saint-Laurent.
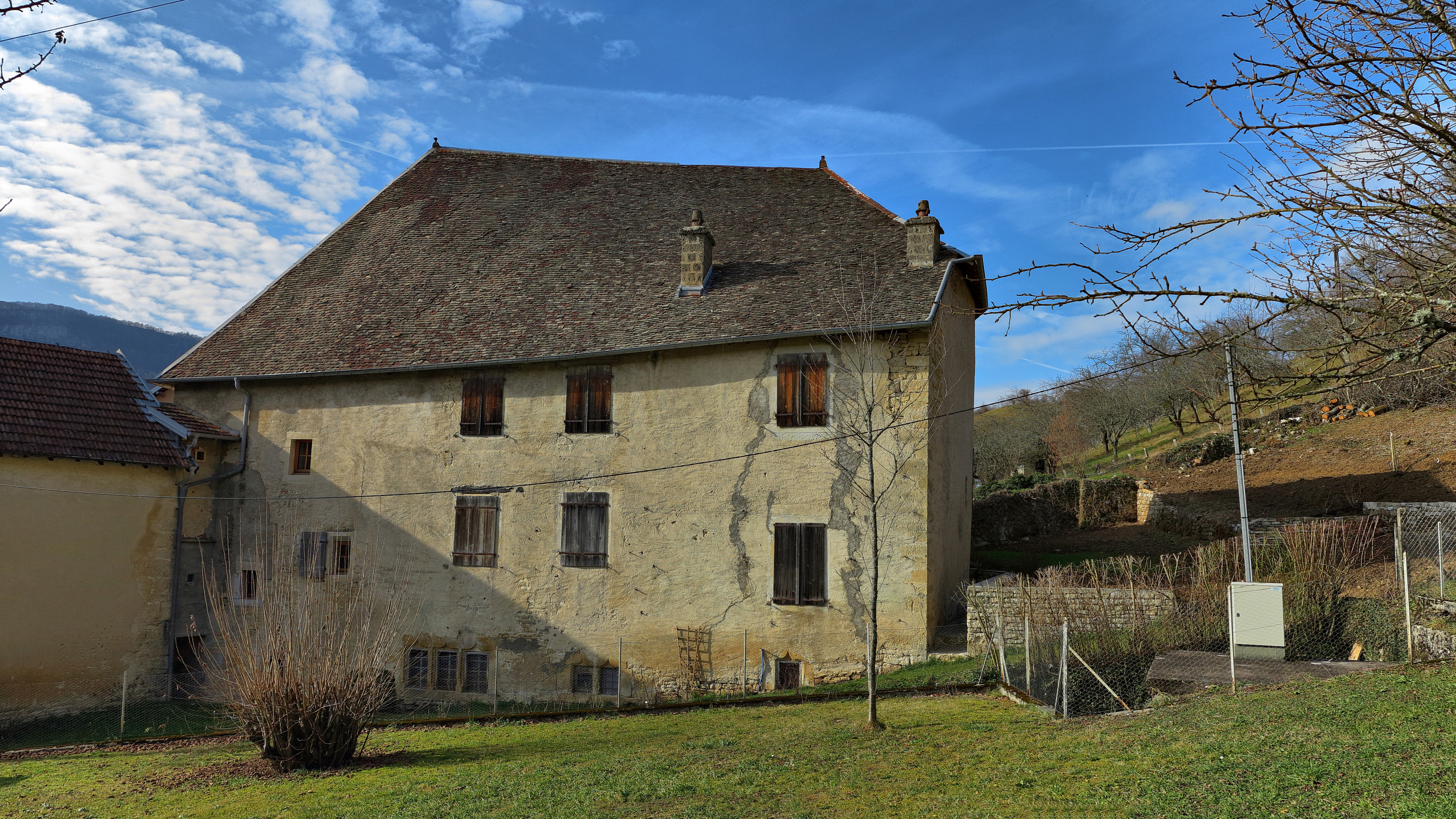
Ancienne ferme.

### Autres bâtiments remarquables
De nombreux bâtiments sont inscrits à l'Inventaire général du patrimoine culturel. Parmi ceux-ci on trouve le moulin Maugain, le vieux pont sur la Loue datant du XVIe siècle, la mairie-école construite en 1911 et deux fontaines restaurées et en eau (la fontaine de la Doye et la fontaine Grande Rue.)
Dans cet inventaire figurent également près d'une vingtaine de maisons vigneronnes, construites majoritairement au XVIIIe siècle, dont les façades sont étroites mais qui sont profondes et n’ont qu’un seul étage. Elles sont bâties tout entières en fonction de la cave, généralement en pierre de tuf, à laquelle on accède par un escalier extérieur fermé par une petite porte voûtée typique de la région.
Les moulins sur la Loue, nombreux aux XVIIIe et XIXe siècles, ont fermé progressivement au début du XXe siècle mais certains bâtiments ont été conservés et reconvertis en habitation.

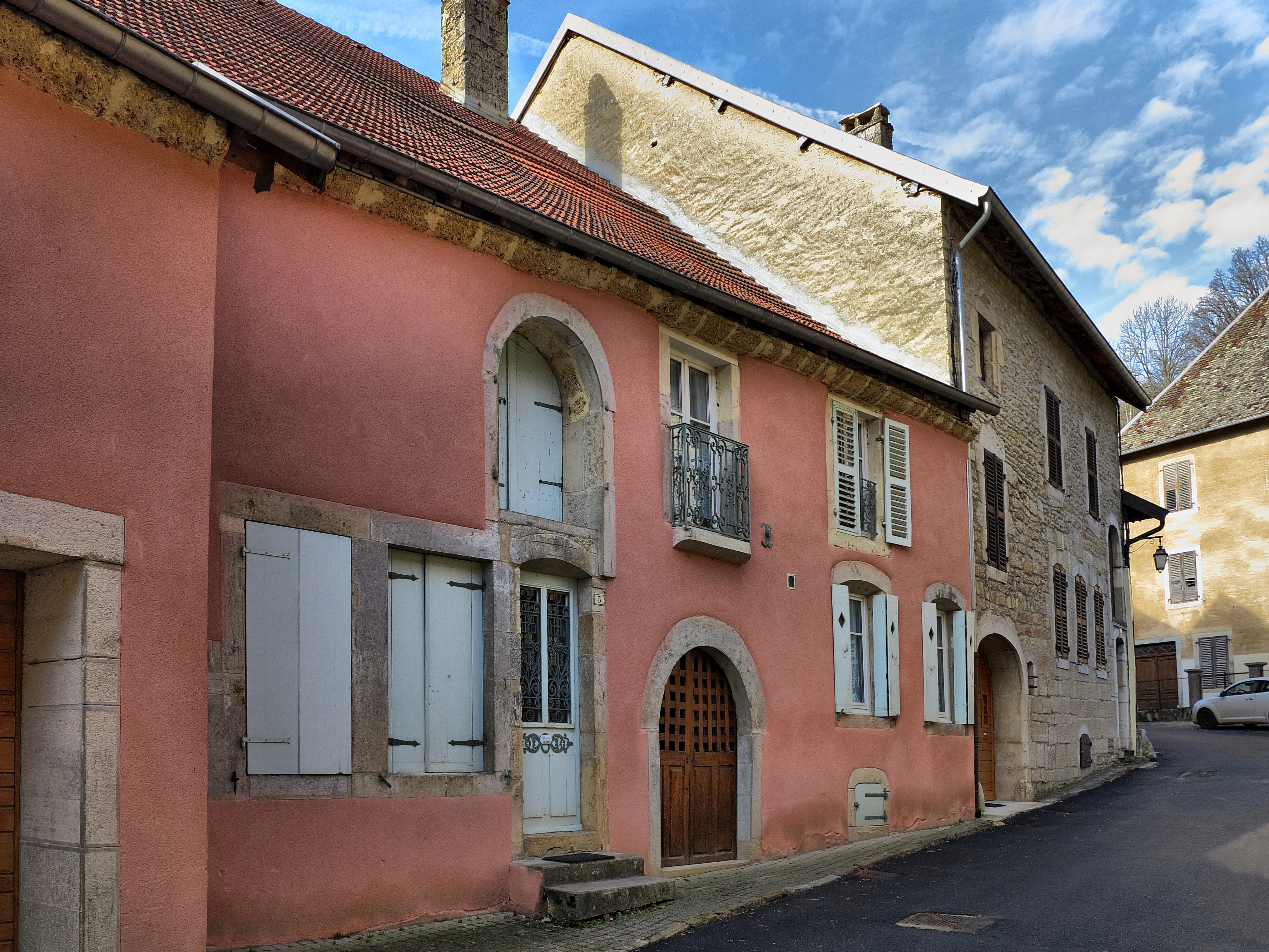
Maisons vigneronnes du XVIIIe siècle.
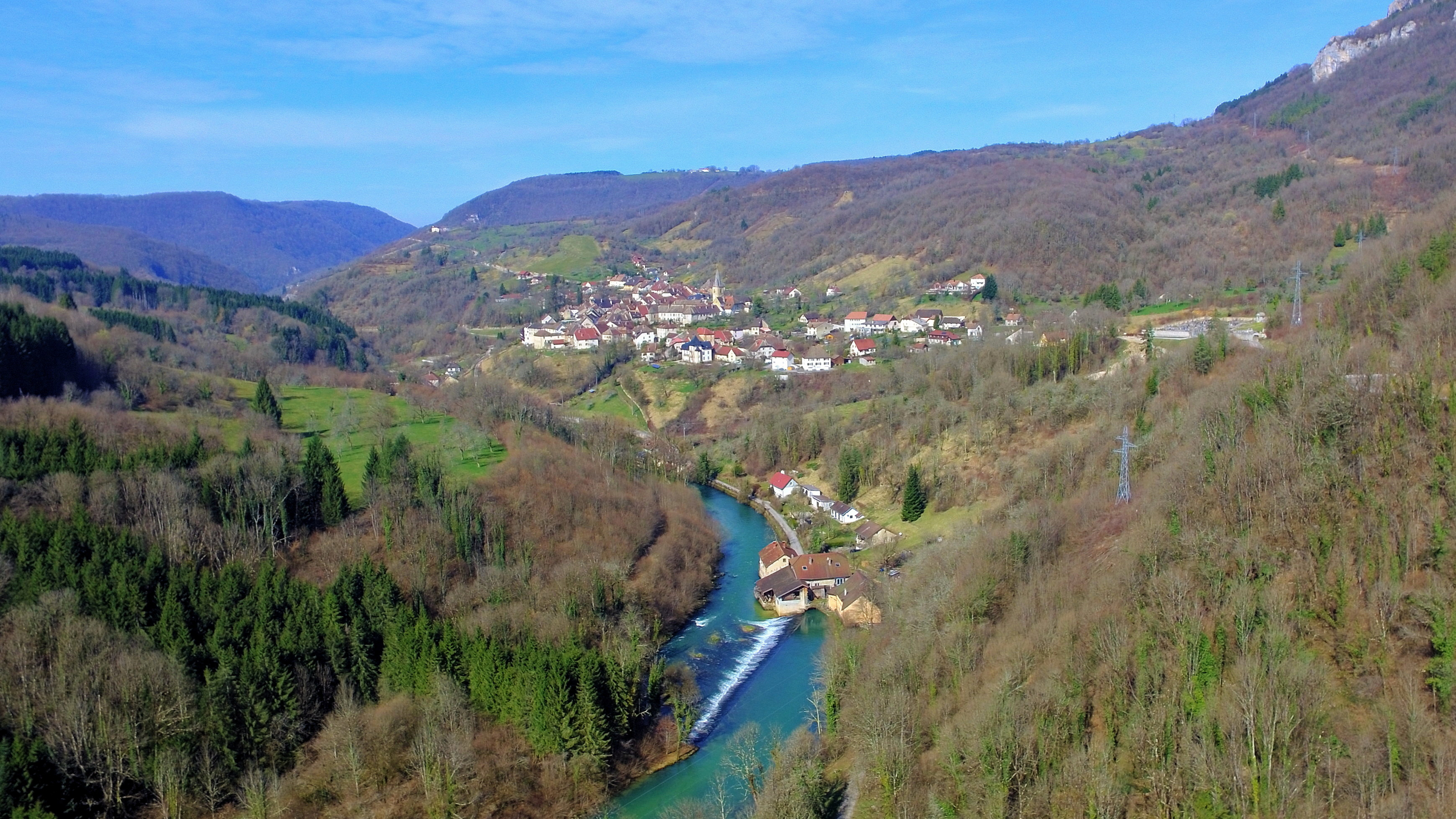
Le moulin Maugain et son barrage sur la Loue en amont du village.
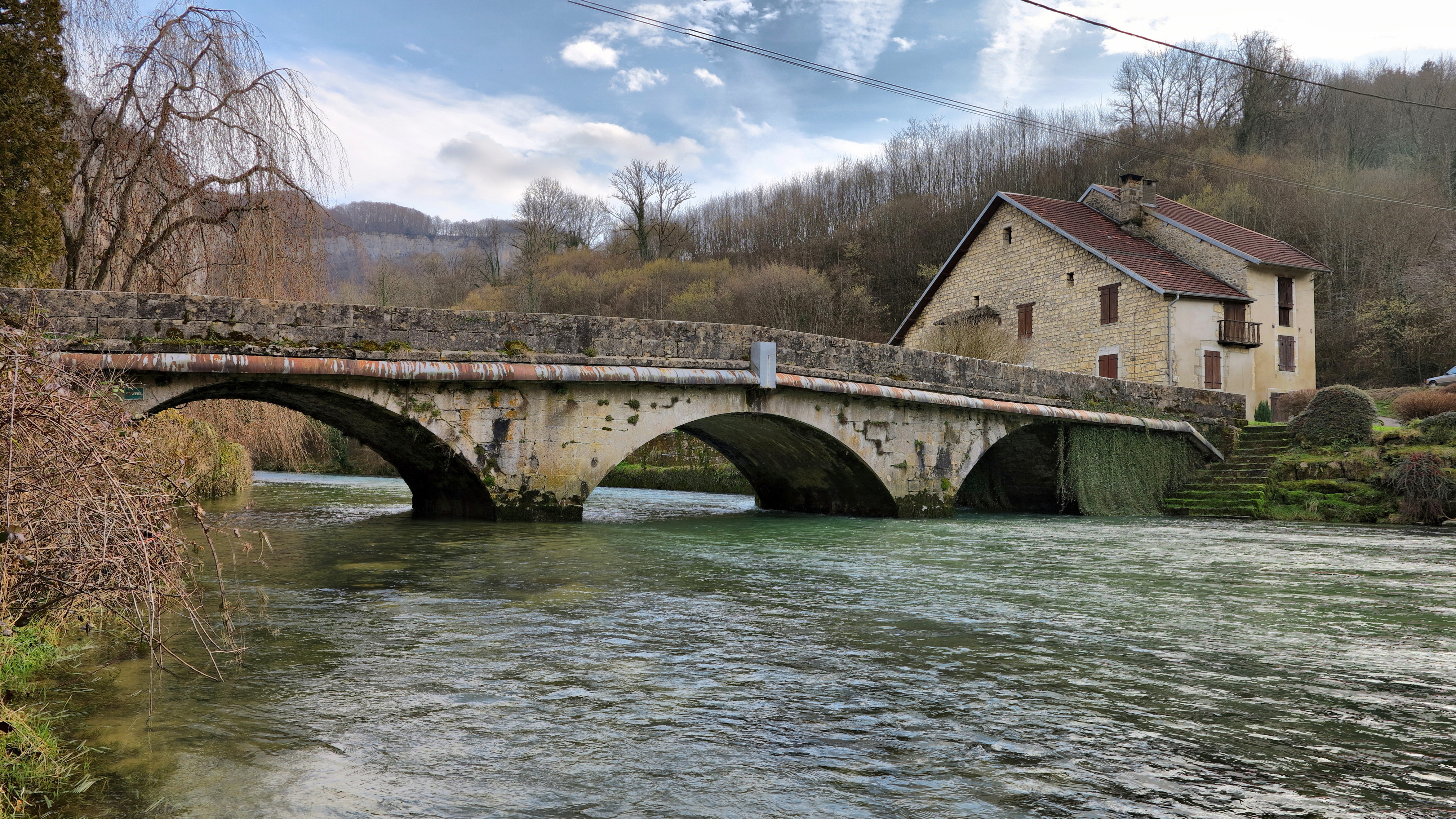
Le pont du XVIe siècle sur la Loue.
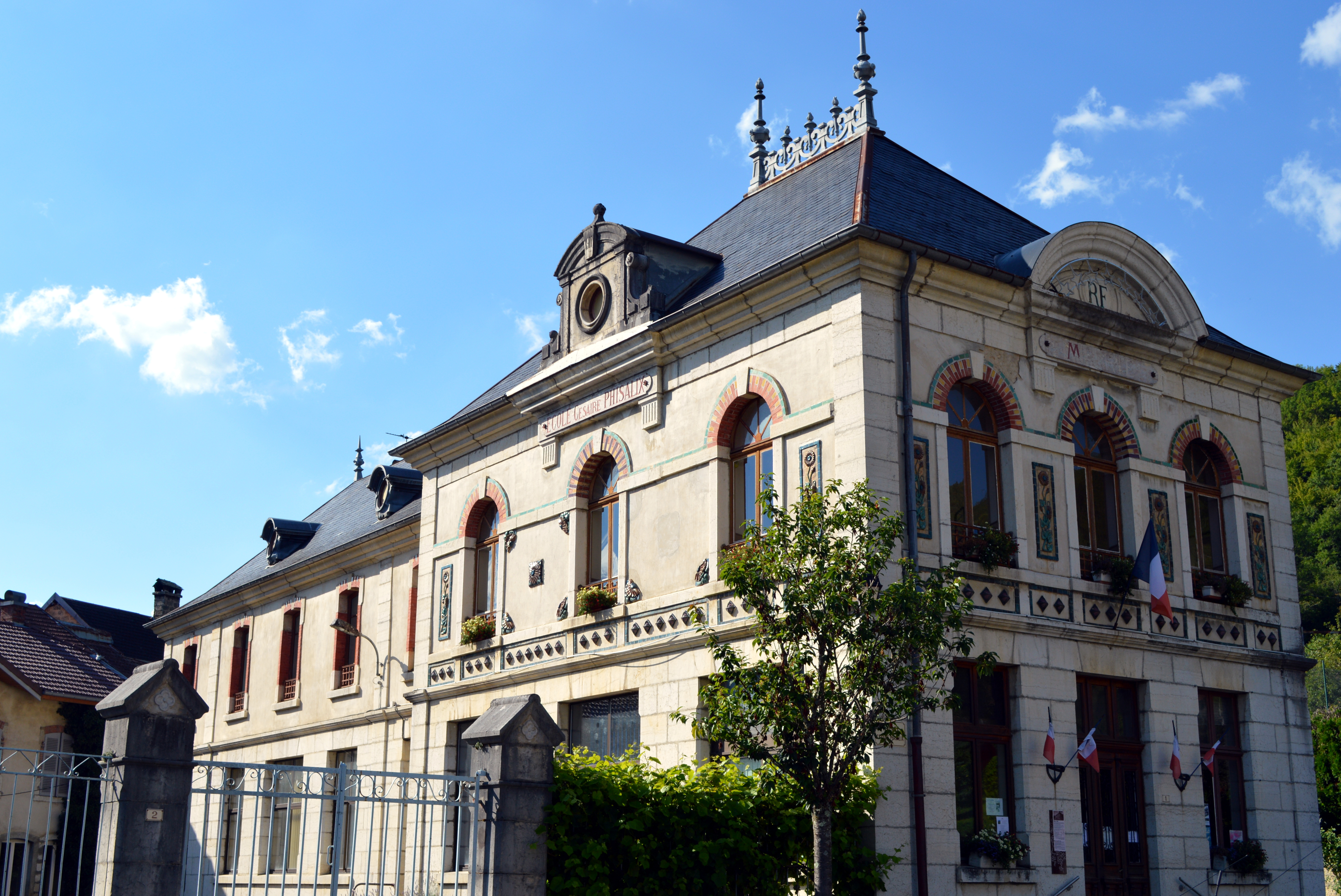
La mairie.

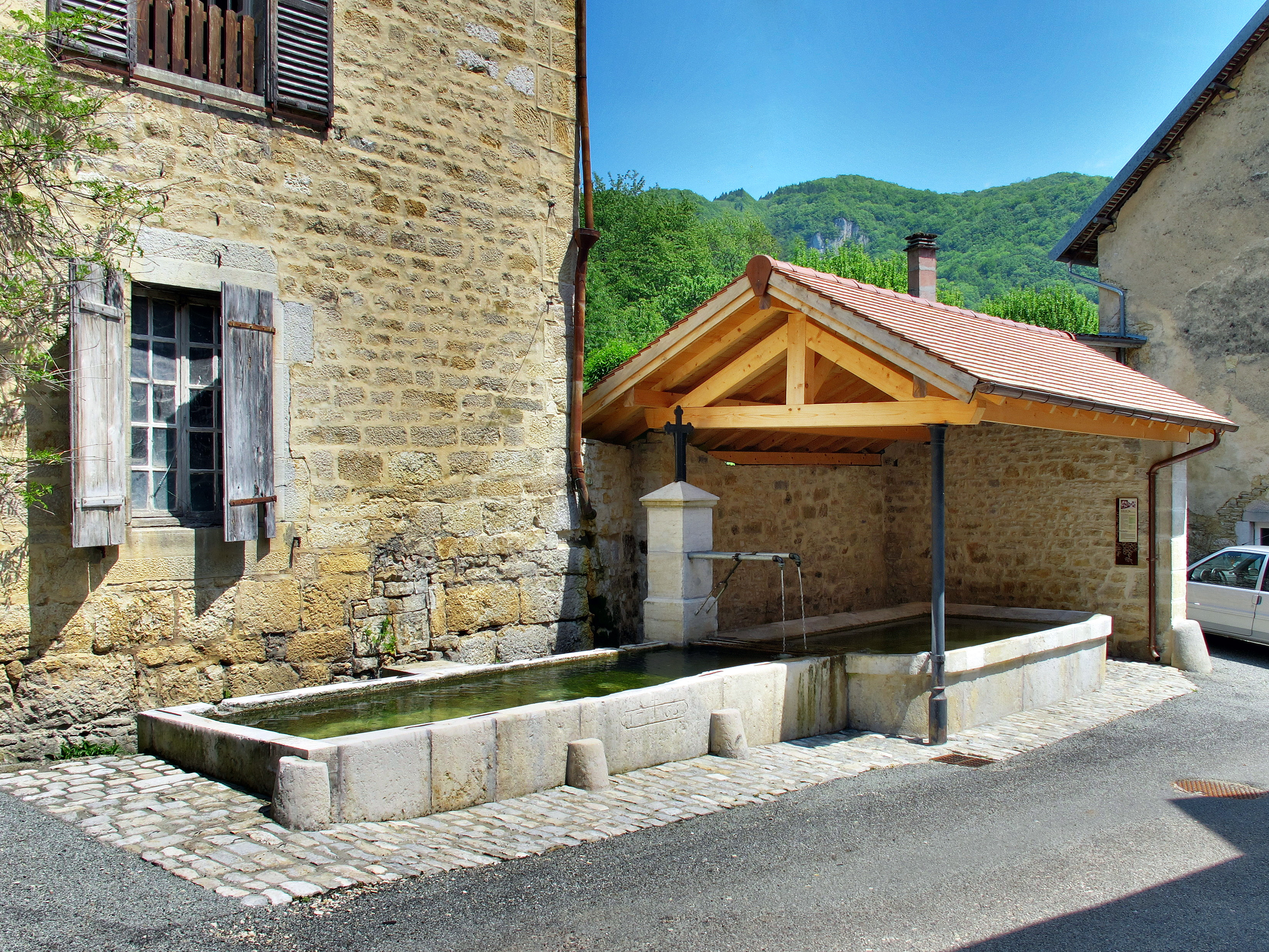
La fontaine de la Doye du XVIIIe siècle.
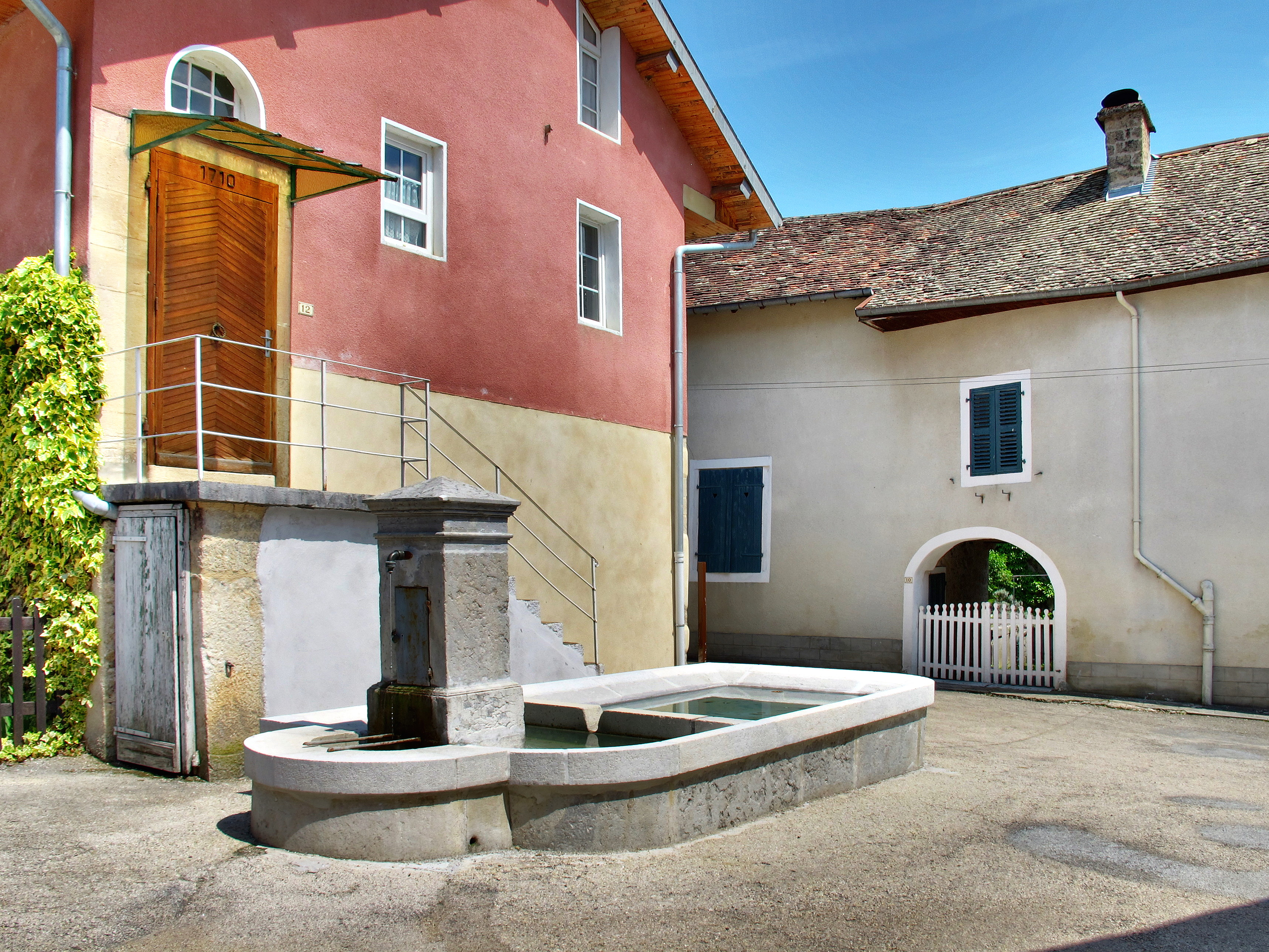
La fontaine grande Rue.
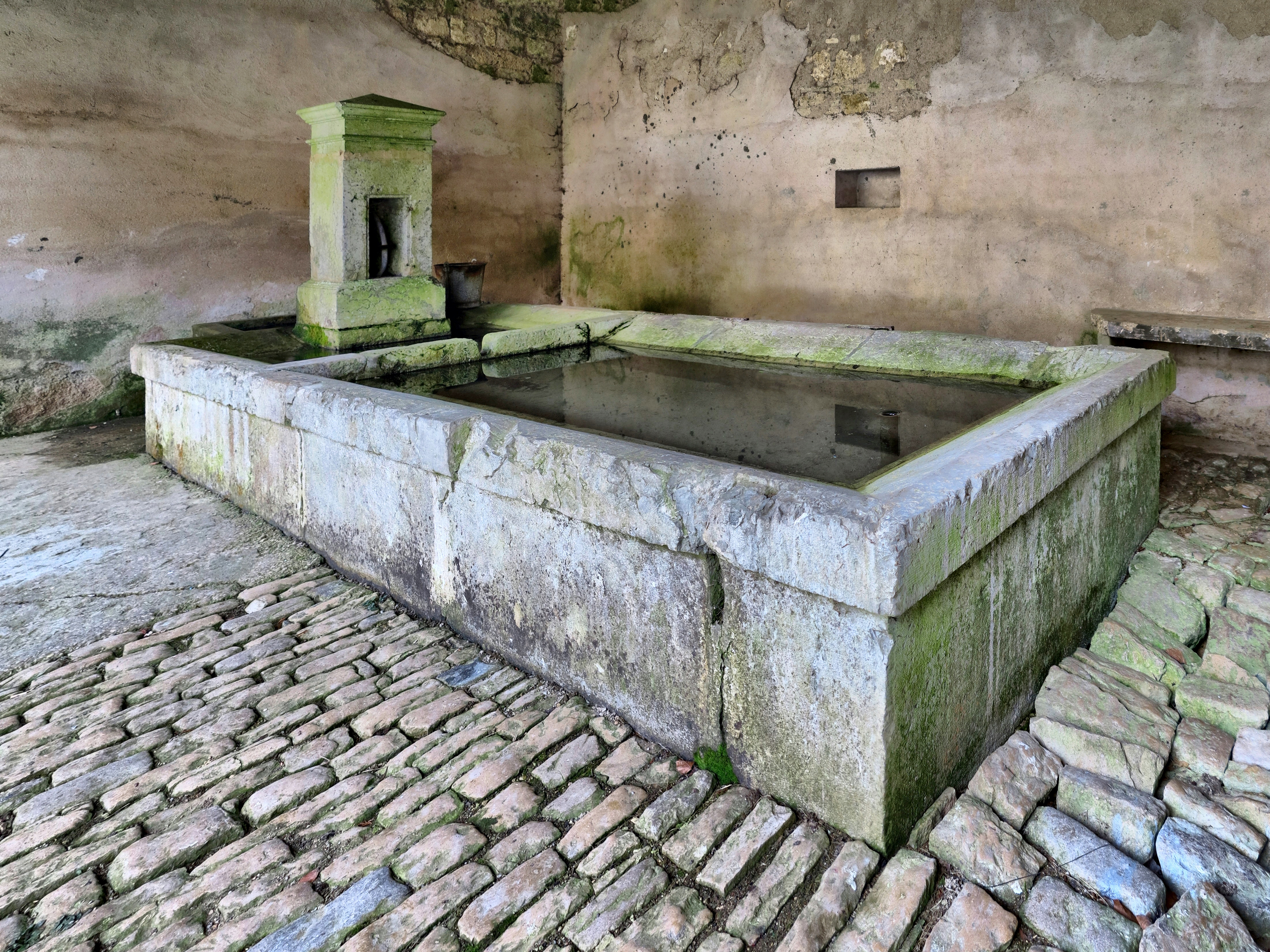
Le lavoir du Bas.

### Équipements culturels
Le Musée Phisalix d'histoire naturelle est un petit musée d'histoire naturelle situé dans le bâtiment de la mairie. Il fut créé en 1907 par Marie Phisalix qui fournit le mobilier et les collections, dont certaines issues d'un don important du Muséum national d’histoire naturelle de Paris. Il présente une collection de la faune et de la flore locales, notamment des oiseaux et des reptiles de la Haute Vallée de la Loue.
Le Manoir de Mouthier-Haute-Pierre est un centre d'art installé depuis 2017 dans un ancien hôtel restaurant renommé. Il propose une exposition annuelle dans la galerie Charles Pouchon située au rez-de-chaussée et accueille des artistes en résidence. Il propose également des concerts dans les caves du Manoir ou dans l'église Saint-Laurent et des promenades culturelles.

### Patrimoine naturel

#### Source de la Loue[59]
Le principal moteur du tourisme de la région est la source de la Loue. Les eaux de la résurgence de la Loue y apparaissent, débouchant d'une vaste grotte s'ouvrant au pied d'une falaise, dans une sorte d'hémicycle naturel. La Loue, alimentée par les pertes du Drugeon et par l'infiltration des pluies que reçoit le plateau, garde en toute saison un débit relativement élevé.
Aujourd'hui, on sait que la Loue est l'une des diverses résurgences du Doubs ; mais cette hypothèse ne fut imaginée qu'au cours de l'été 1901. André Berthelot, fils du célèbre chimiste remarqua par hasard que l'eau avait la couleur et l'odeur de l'absinthe. Or, il savait que, l'avant-veille, à Pontarlier, l'incendie de l'usine Pernod avait vu un million de litres d'absinthe se déverser dans le Doubs par inadvertance. Il fit le rapprochement entre les deux événements. La démonstration de sa théorie fut faite par le savant Édouard-Alfred Martel, qui déversant un colorant vert dans une crevasse du lit du Doubs, observa, 64 heures plus tard, que la "source" était teinte du même vert.

#### Rocher de la Baume et cascade de Syratu[59]
Dominant le village et surplombant la D 67 de toute sa verticalité, le rocher de la Baume présente une façade verticale calcaire de 140 m de hauteur qui se prolonge par une falaise plus courbe creusée d’une échancrure formée par la cascade de Syratu. C’est un site d’escalade très prisé mais interdit en période de nidification des rapaces (faucons pèlerins).
La cascade de Syratu est un ensemble de sauts et cascades étagés sur 220 m de dénivelé que l’on peut décomposer en 3 parties : la partie haute constituée d’un saut quasi vertical de 50 m depuis le bord du plateau à 600 m d’altitude. Arrivée sur un replat, elle emprunte une dérivation construite lors de la construction de la route des gorges de Nouailles pour faire passer le ruisseau sous la route après un nouveau saut de 40 m (partie médiane) puis elle dégringole la pente jusqu'à la Loue avec moult cascades couvertes de tuf (partie basse).

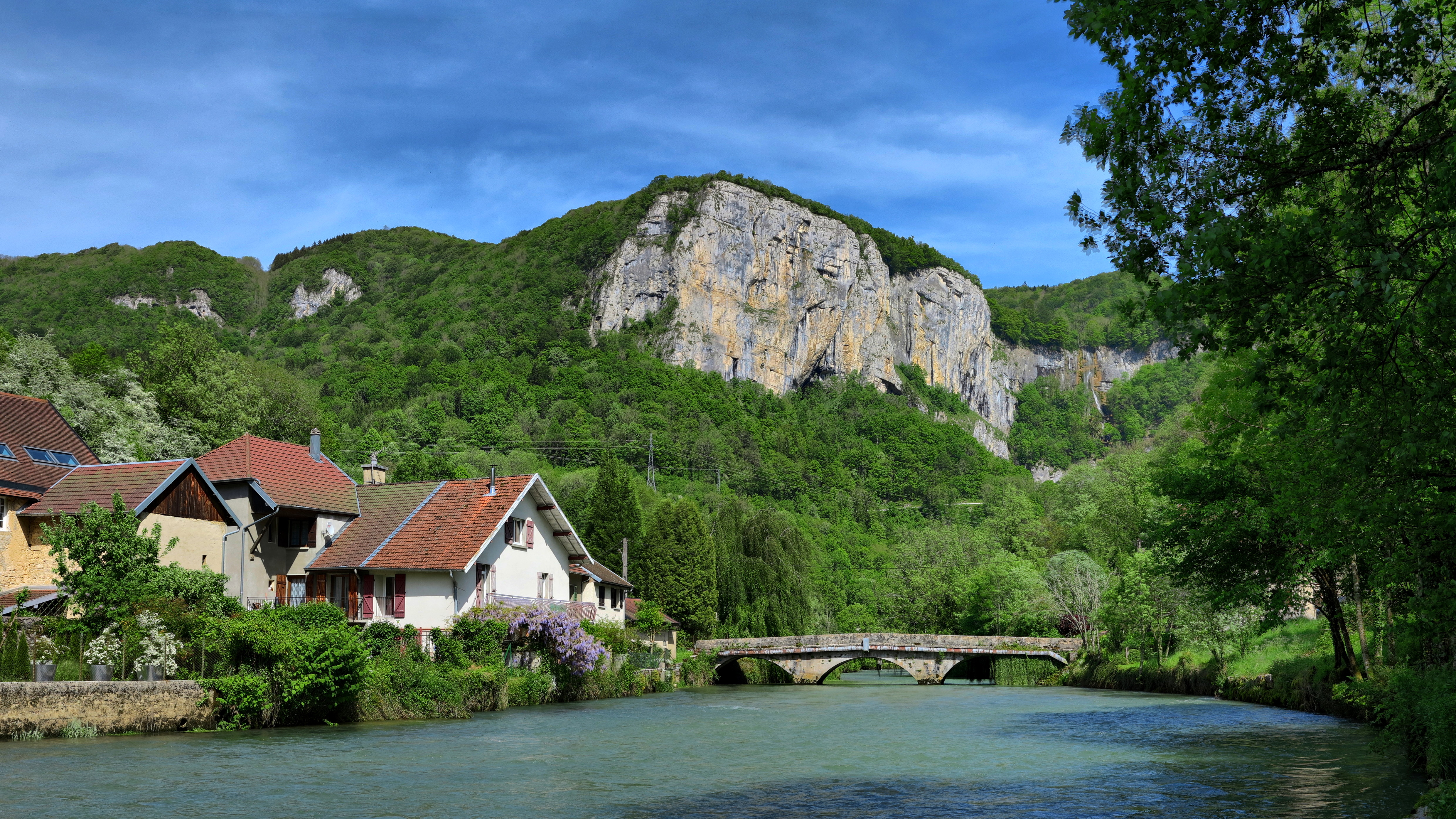
Le rocher de la Baume et le pont sur la Loue.
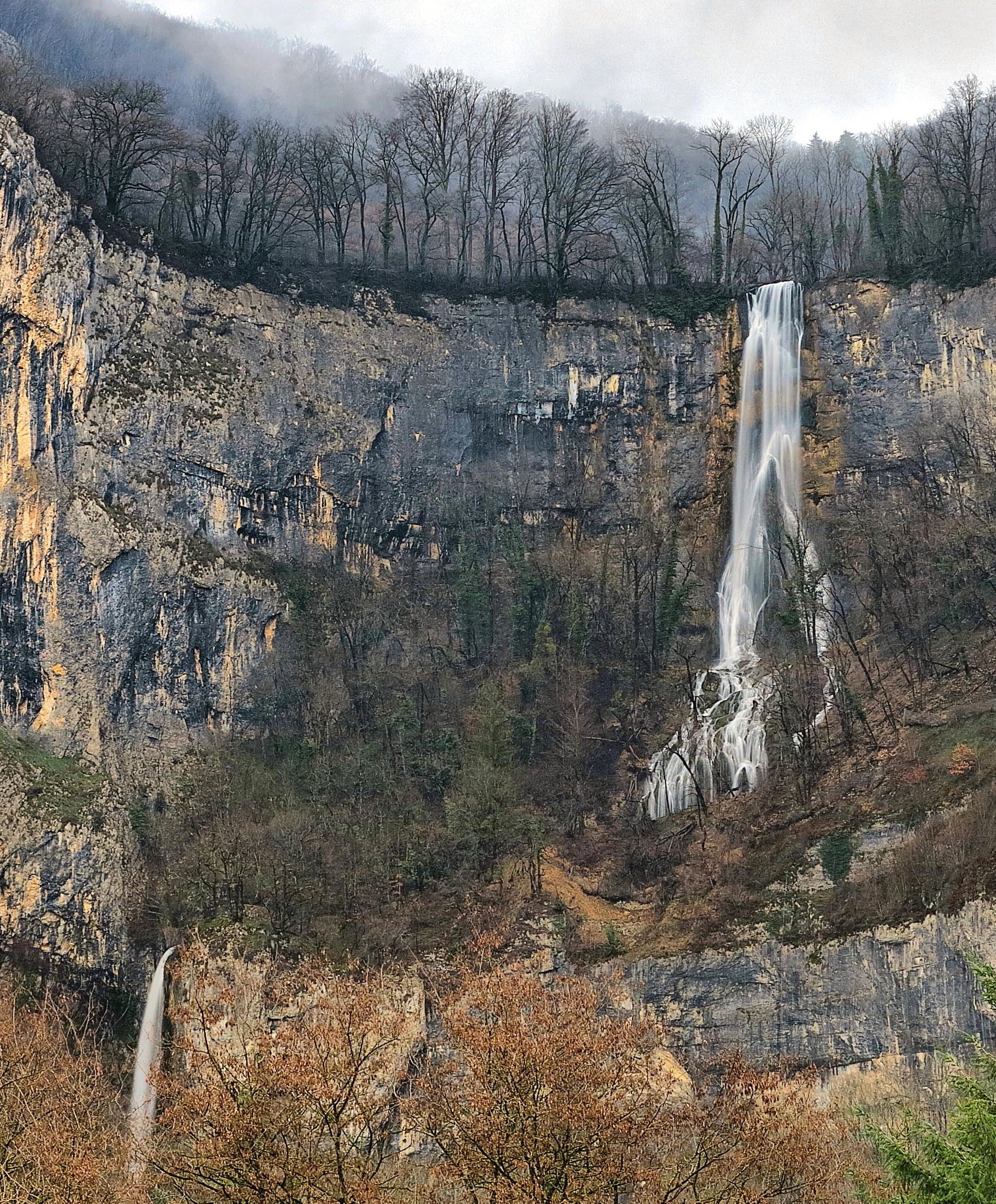
Cascade de Syratu (partie haute et médiane).
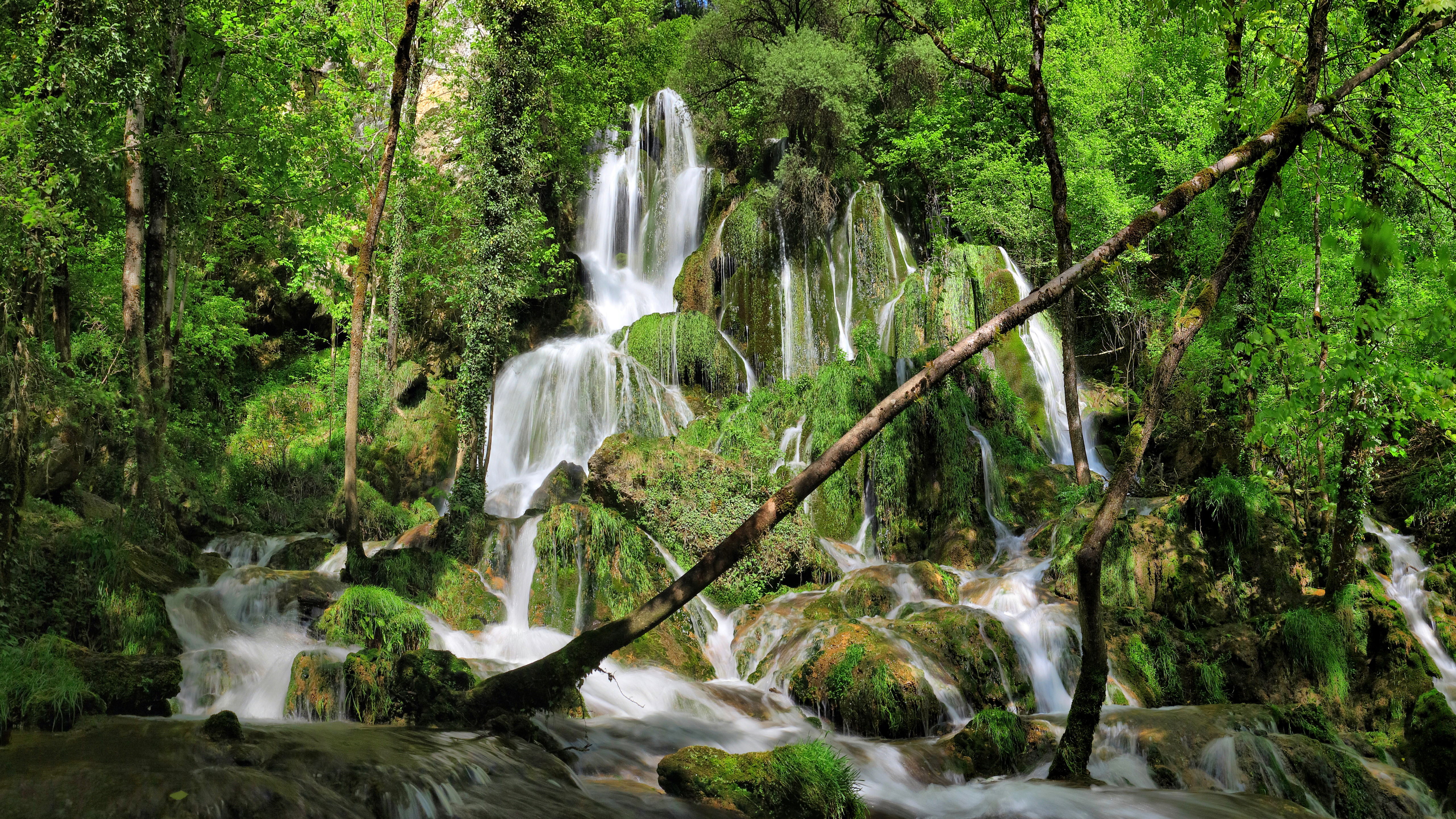
Cascade de Syratu (partie basse).

#### Gorges de Nouailles
C’est un canyon profond de 150 à 350 mètres qui entaille le plateau de Levier sur 4 kilomètres entre la source de la Loue à Ouhans et son débouché en amont de Mouthier-Haute-Pierre au niveau du ruisseau de Syratu. Un beau parcours pédestre permet de suivre le canyon en rive gauche.

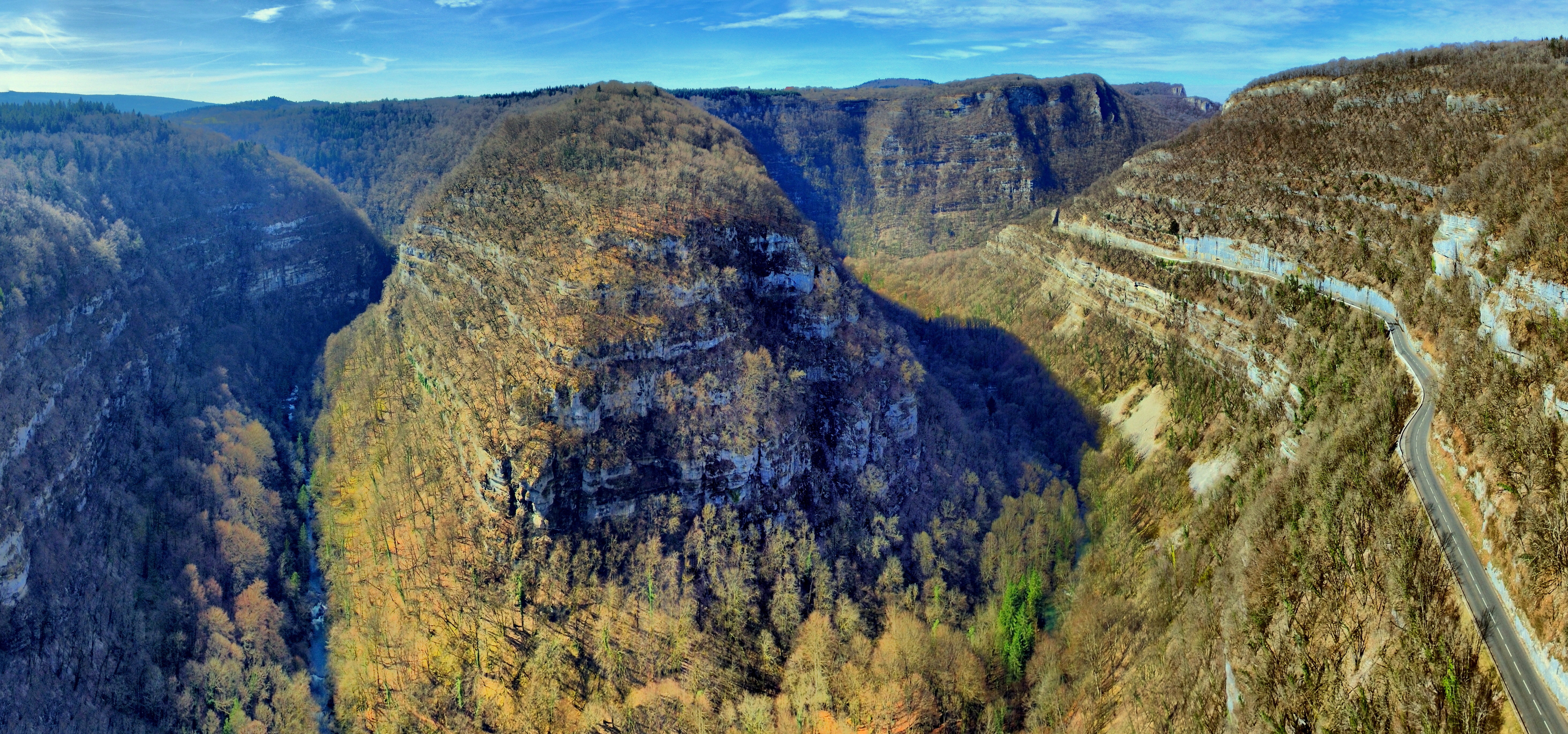
Boucle de la Loue dans les gorges de Nouailles.
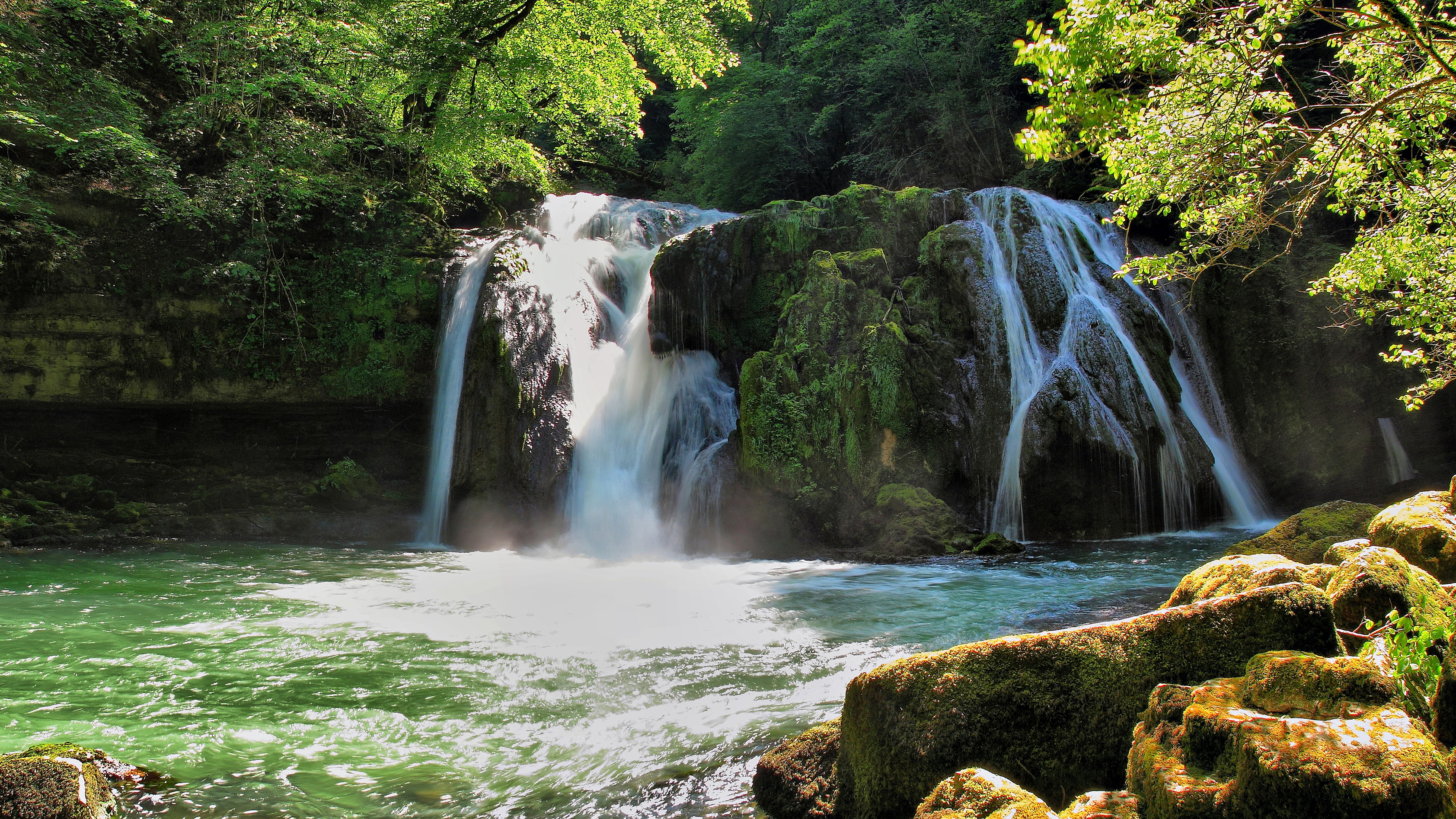
Le Grand Saut de la Loue.

#### Belvédères
- Le belvédère du Moine : Très beau point de vue sur la haute vallée de la Loue et le village de Mouthier-Haute-Pierre, accessible grâce à un chemin de randonnée qui part du vieux pont.
- Le belvédère de la Vierge de Sainte-Foy : La statue de la vierge de Sainte-Foy a été érigée sur les ruines d’une chapelle construite en 1571 sur les hauteurs du village. Aujourd'hui encore, lors d’une fête célébrant le passage du solstice d'hiver, les villageois enflamment ici même des torches traditionnelles : les failles[61]. Depuis ce lieu, il y a un très beau point de vue sur le village et l'entrée des gorges de Nouailles d'un côté, sur la vallée de la Loue au niveau du Schiste de l'autre côté.

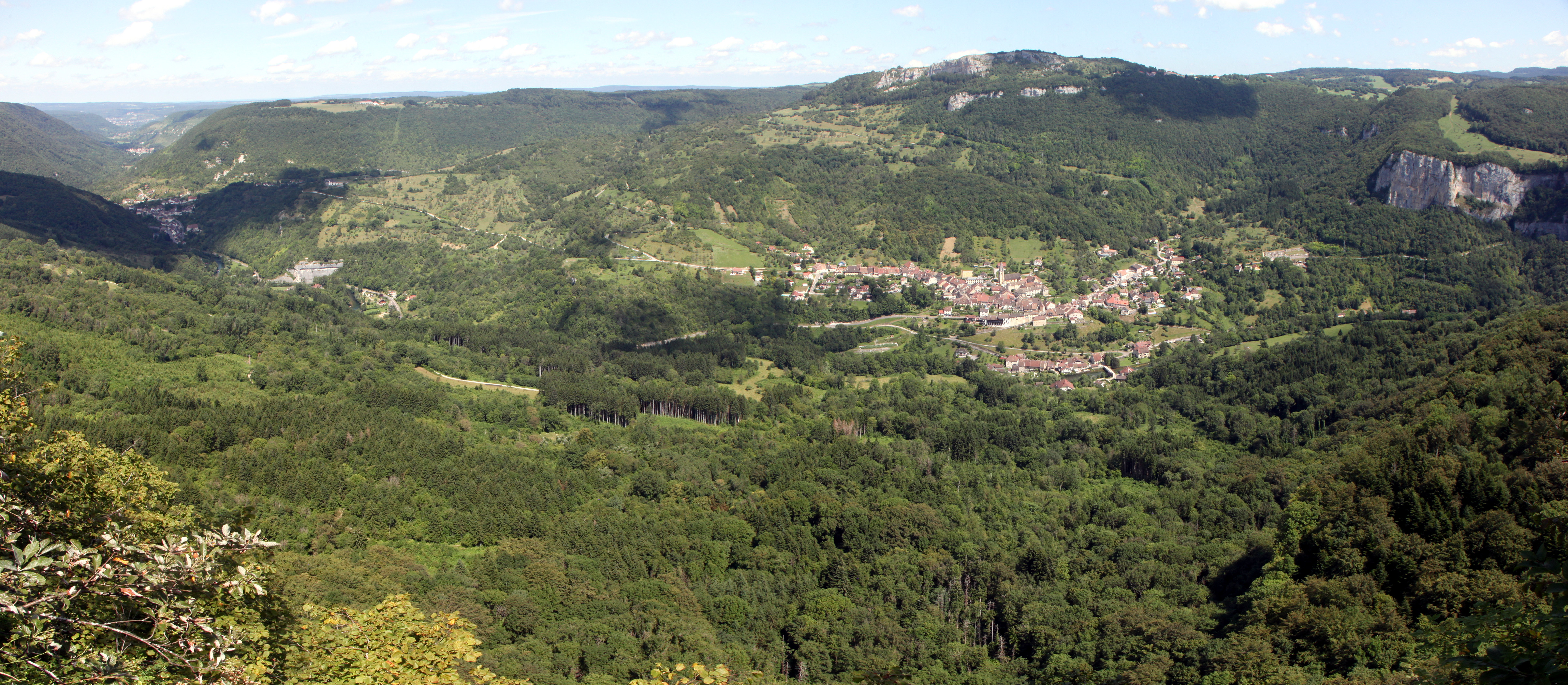
Mouthier-haute-Pierre et la vallée de la Loue depuis le belvédère du Moine.
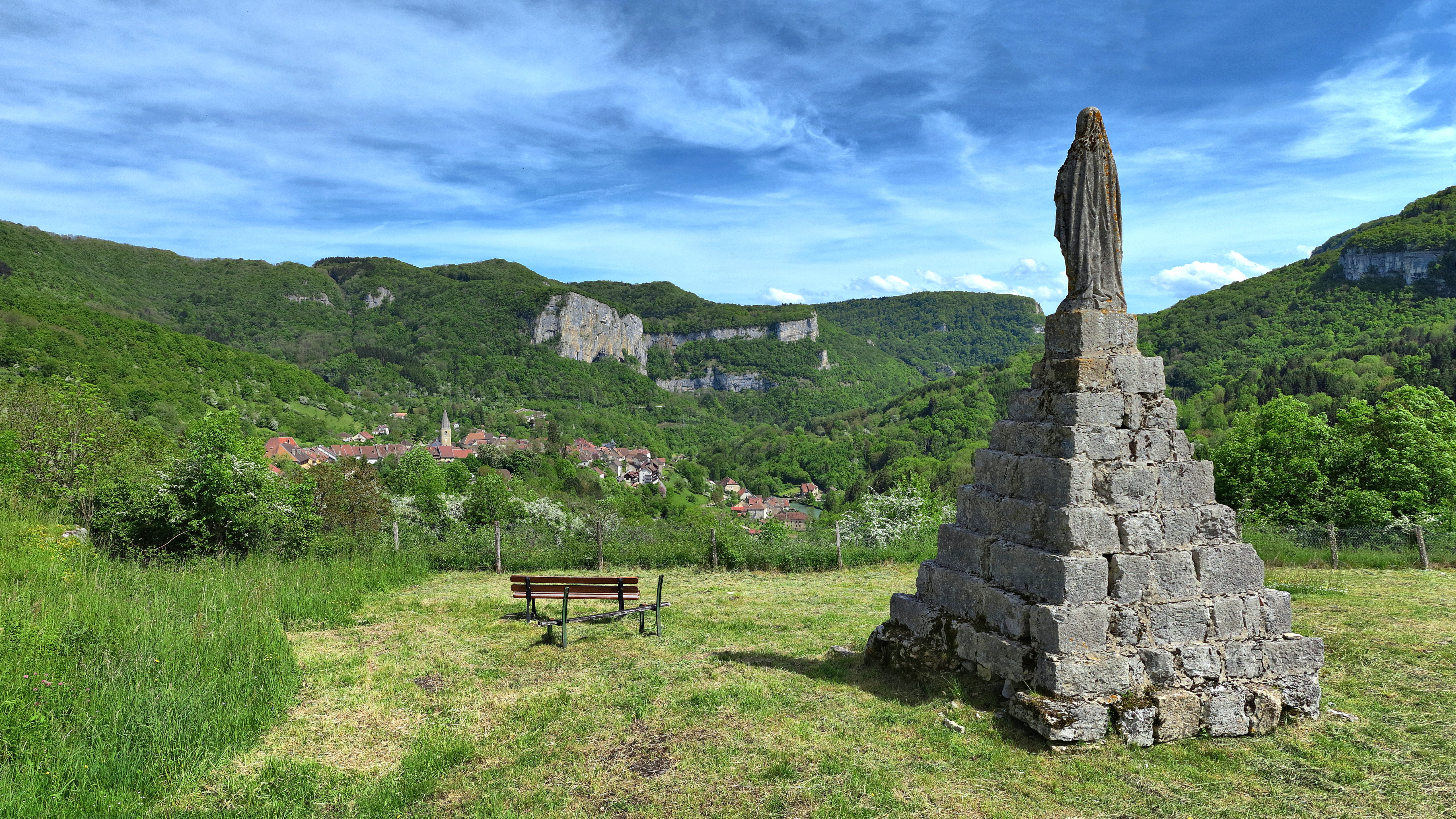
La vierge de Sainte-Foy au-dessus du village.

#### Grottes[59]
- La grotte des Faux-monnayeurs et la source du Pontet : la grotte s'ouvre dans la paroi rocheuse en rive droite de la Loue juste en amont de l'usine hydroélectrique et doit son nom aux nombreuses pièces de monnaie découvertes à l'intérieur et, selon la légende, à une bande de faux monnayeurs qui y avait élu domicile. La source du Pontet se trouve juste en dessous de la grotte des Faux-monnayeurs et forme un système hydrologique commun. La cavité de la source s'ouvre par un porche large de 12 m et haut de 8 m au fond duquel se trouve une belle cascade de tuf. Le Pontet rejoint la Loue après environ 200 m de parcours. Un chemin de randonnée permet de remonter à la source depuis le bord de la Loue et de grimper ensuite jusqu'à la grotte accessible grâce à une échelle métallique.
- La baume Archée : située en rive gauche de la Loue, juste en aval de l’usine hydroélectrique, la cavité d’un beau volume a été creusée au centre de l’arc de la baume. Lors de fortes pluies, c’est un exutoire des eaux souterraines issues du plateau de Levier.

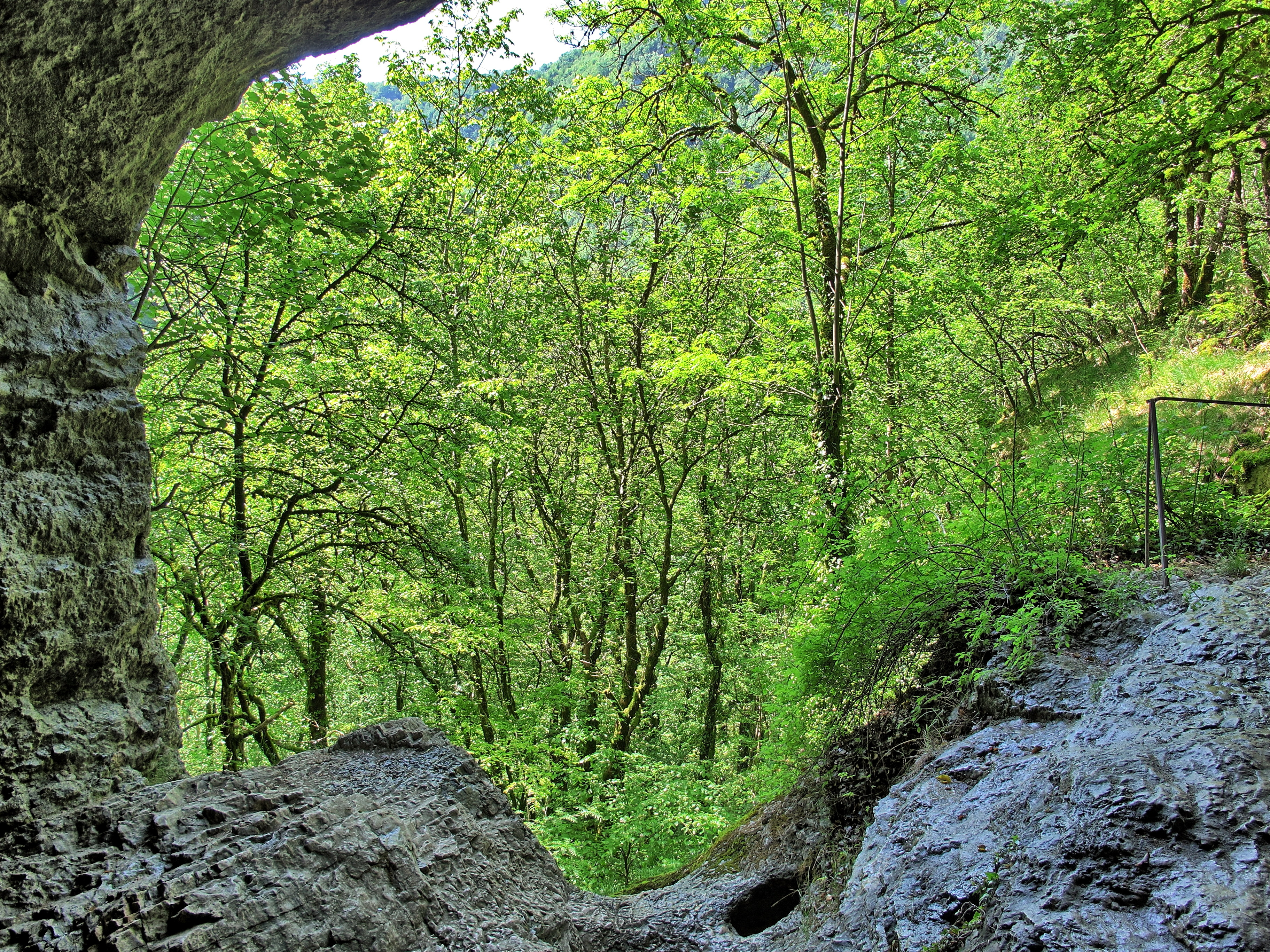
Entrée de la grotte des Faux-monnayeurs.
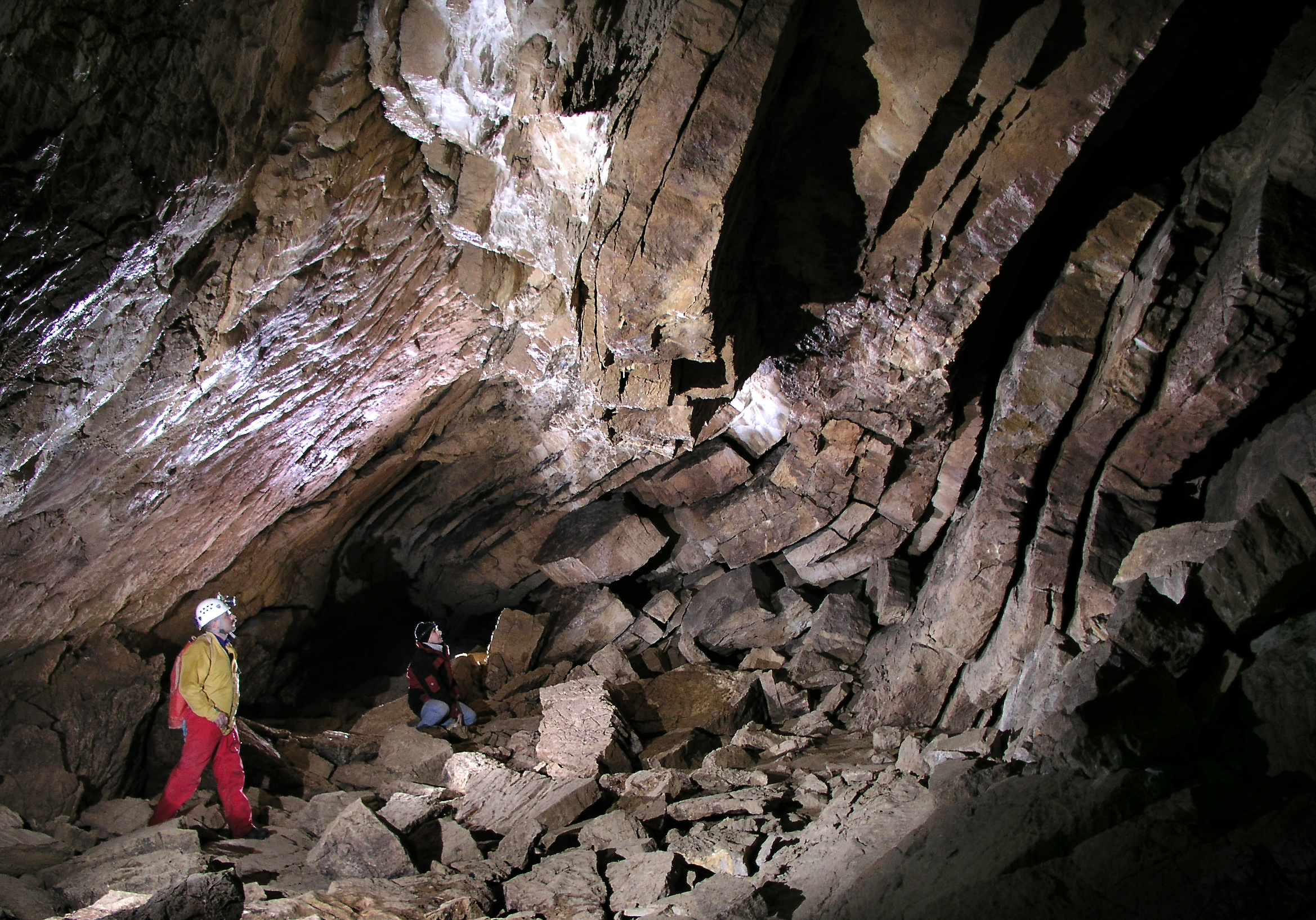
Intérieur de la grotte des Faux-monnayeurs.
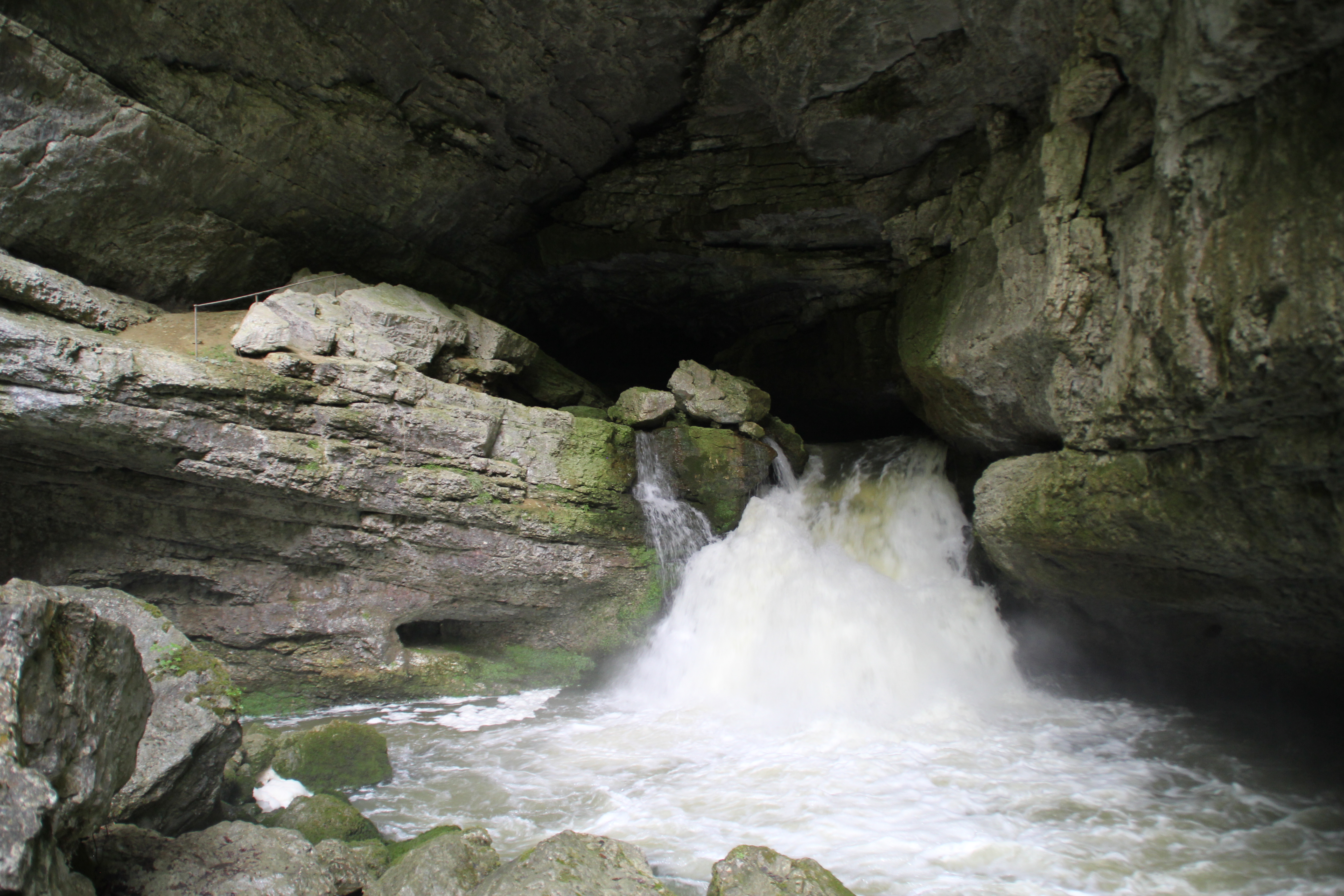
La source du Pontet en hautes eaux.
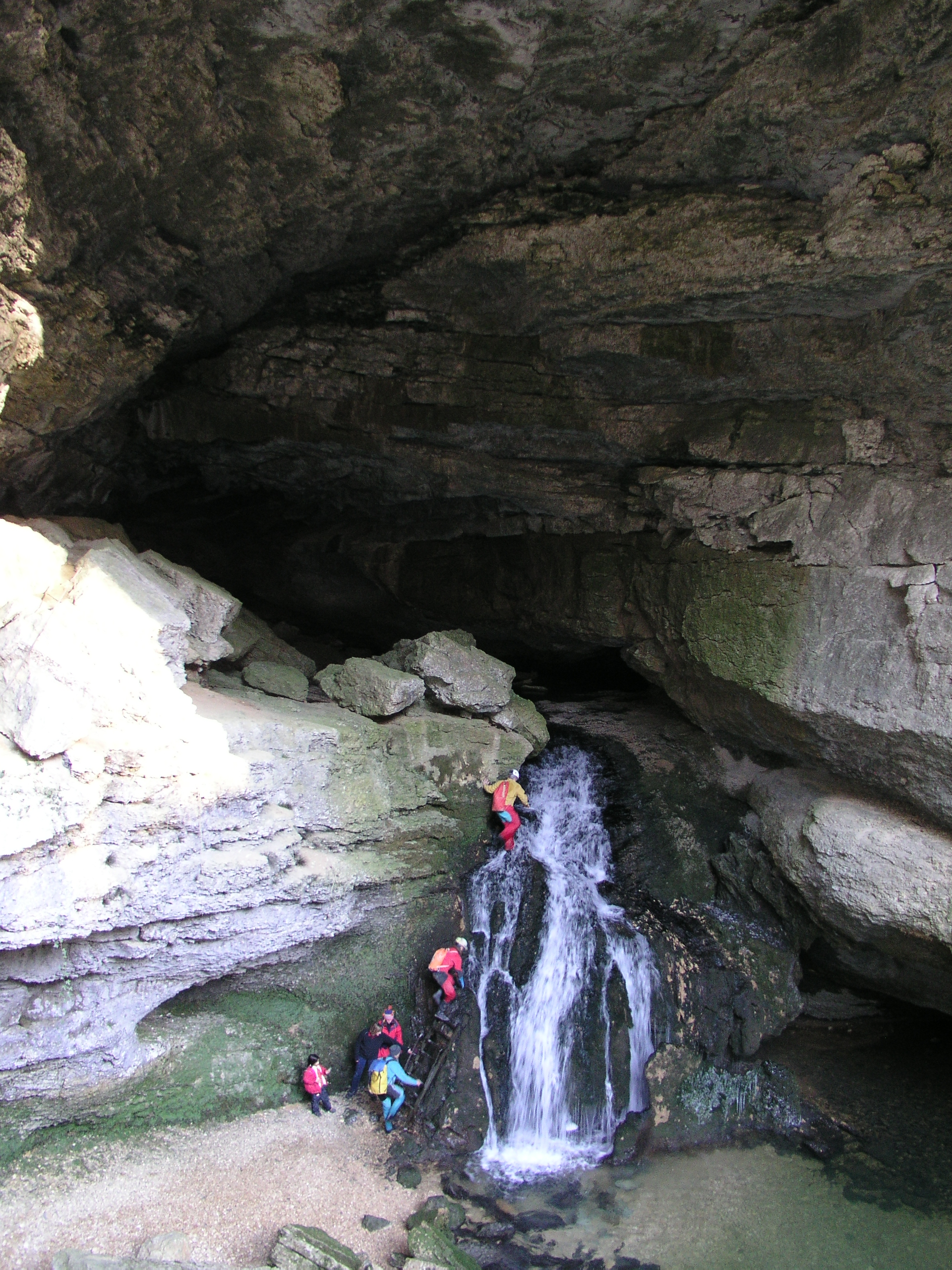
La source du Pontet à l'étiage.
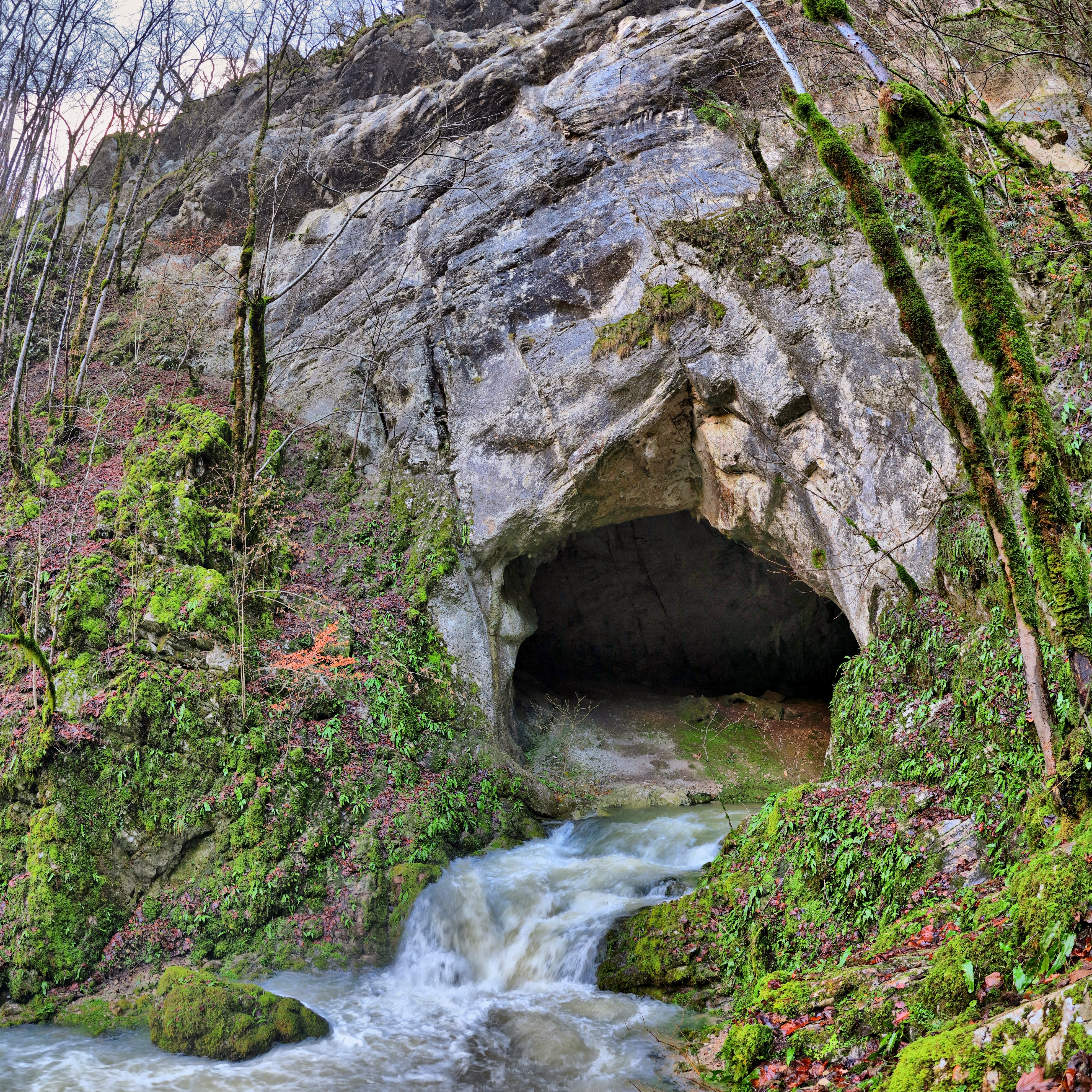
La baume Archée en hautes eaux.
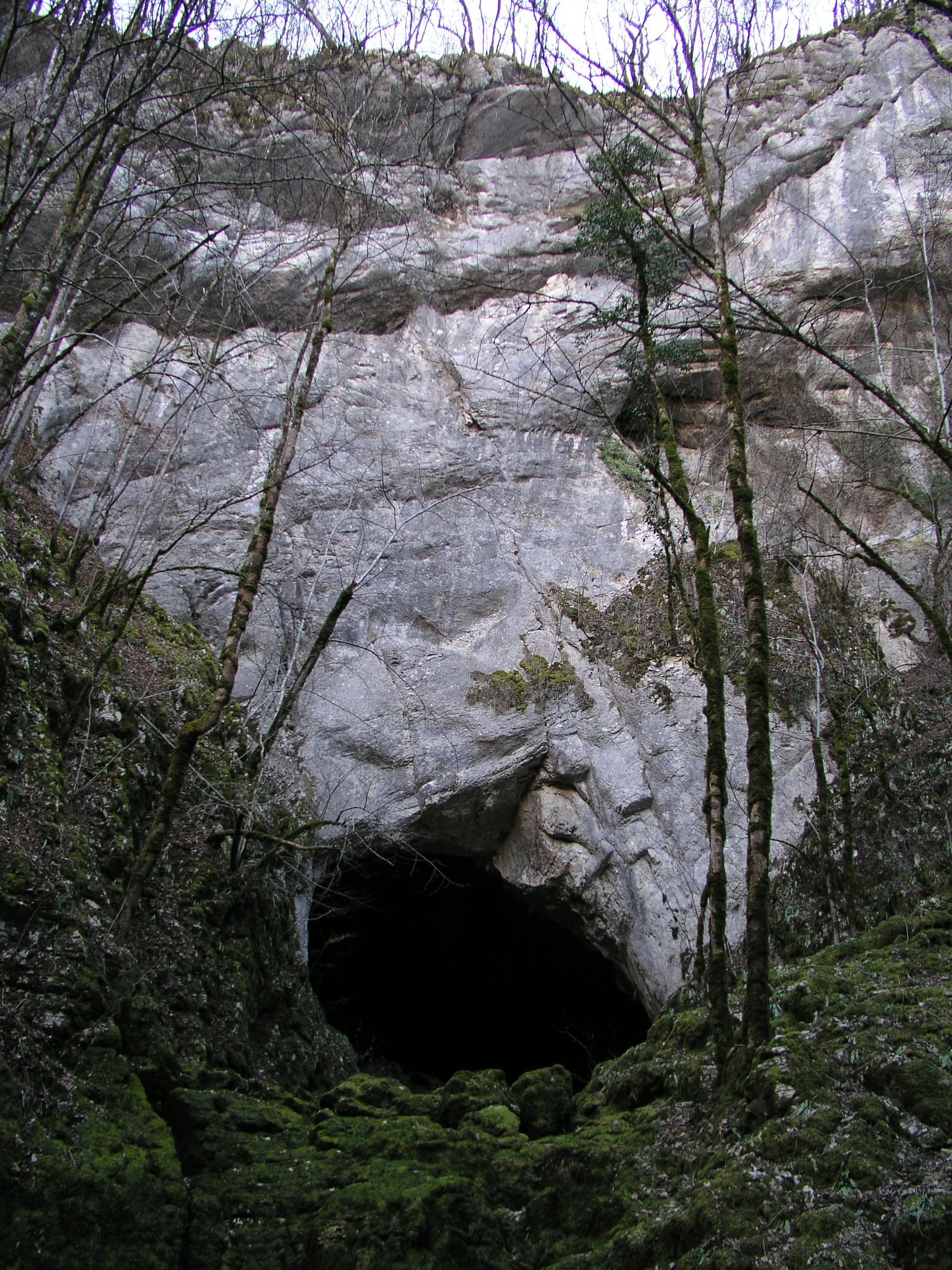
Entrée de la baume Archée.

### Patrimoine gastronomique

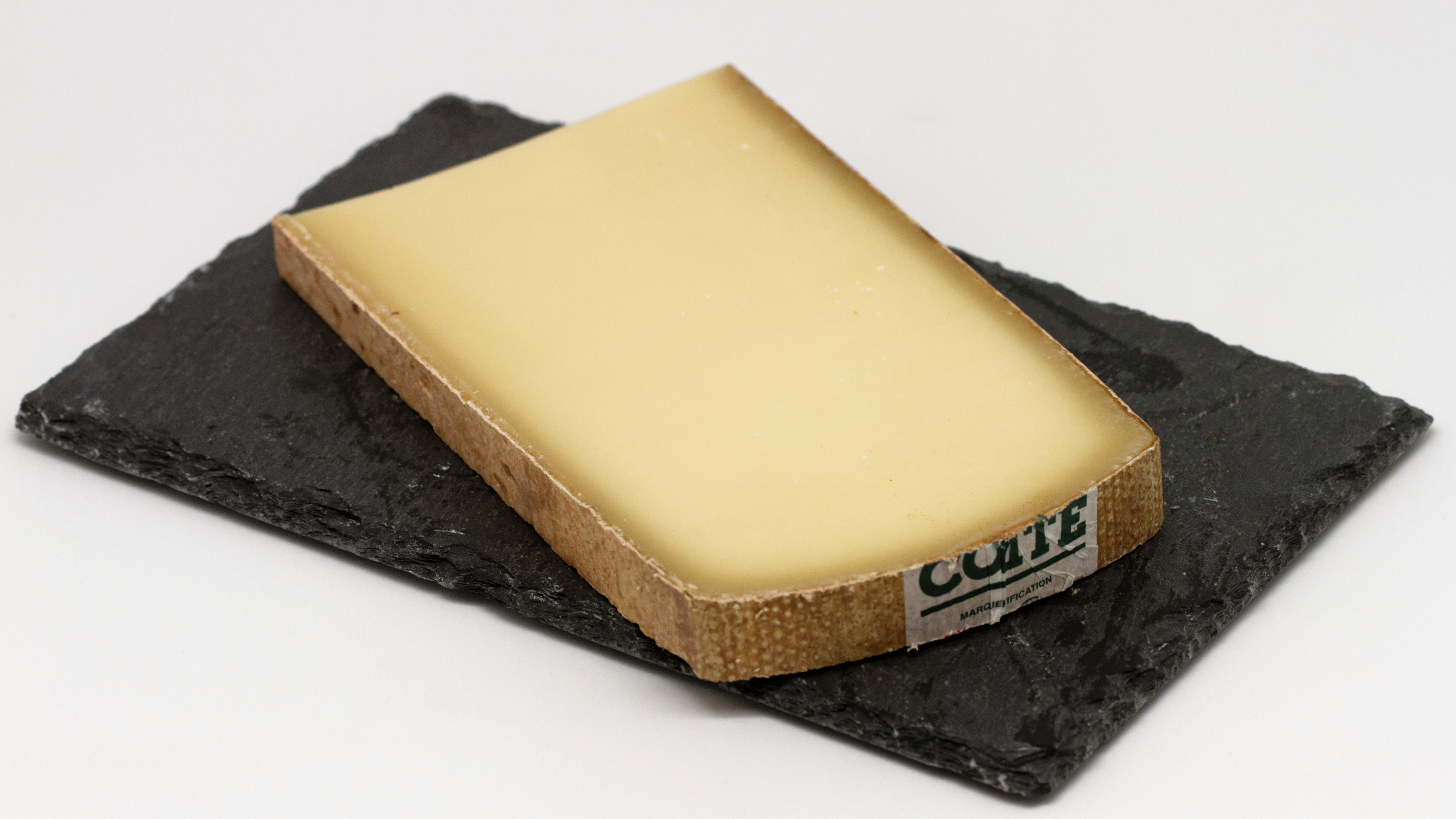
Le Comté.

La spécialité gastronomique qui a fait la renommée de Mouthier-Haute-Pierre est le kirsch de la Marsotte, du nom d'une variété de cerise noire et sucrée. C'est une boisson alcoolisée de type eau-de-vie qui est servie comme digestif.
La commune est intégrée aux aires de production de deux fromages bénéficiant de l'appellation d'origine protégée (AOP) ou appellation d'origine contrôlée (AOC), le comté et le morbier, ainsi qu'aux aires de productions de 97 produits bénéficiant d'une indication géographique protégée (IGP) dont trois produits à base de viande (porc de Franche-Comté, saucisse de Montbéliard et saucisse et jésus de Morteau), deux fromages (emmental français est-central et gruyère français) et 90 variétés de vins de Franche-Comté.

### Culture populaire
La commune apparaît dans le téléfilm Le Repaire de la vouivre de 2011, (rue Robert-Dame par exemple) qui met en scène une légende locale. La commune apparaît sous l’appellation Hautepierre alors que le lieu considéré est bel et bien le village de Mouthier (un panneau routier indique d'ailleurs "Hautepierre : 5 km"). Le village a également servi de décor aux films Les Feux de la Chandeleur de Serge Korber (1972) et La Truite de Joseph Losey (1982). Par ailleurs, le village est choisi pour représenter la région Bourgogne-Franche-Comté dans l'édition 2019 de l'émission de télévision Le Village préféré des Français.
Mouthier-Haute-Pierre est un berceau d'une des plus célèbres légendes de Franche-Comté, celle de la vouivre, une créature fantastique mythologique. Elle raconte l'histoire d'une femme qui se transforme en un grand serpent ailé qui n'a pas d’yeux mais porte au front une pierre précieuse étincelante appelée escarboucle qui lui permet de se diriger. Elle fréquente les milieux aquatiques pour aller se baigner et se désaltérer, et les cavités souterraines pour dormir. Elle dépose son escarboucle sur la rive avant de boire ou de se baigner et quiconque s’en empare devient riche. Mais si la Vouivre surprend le voleur, celui-ci est condamné à une mort certaine.
L'action du roman La terre qui penche, de Carole Martinez, se déroule en partie à Mouthier-Haute-Pierre et s'inspire de la légende la vouivre.Le roman fantastique de Marcel Aymé, paru en 1943, s'inspire de cette légende. Il a été adapté au cinéma en 1989 par Georges Wilson avec Lambert Wilson.

### Personnalités liées à la commune
- Famille de Moustier

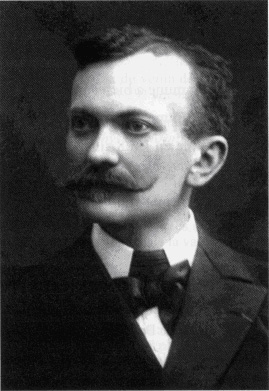
Césaire Phisalix.

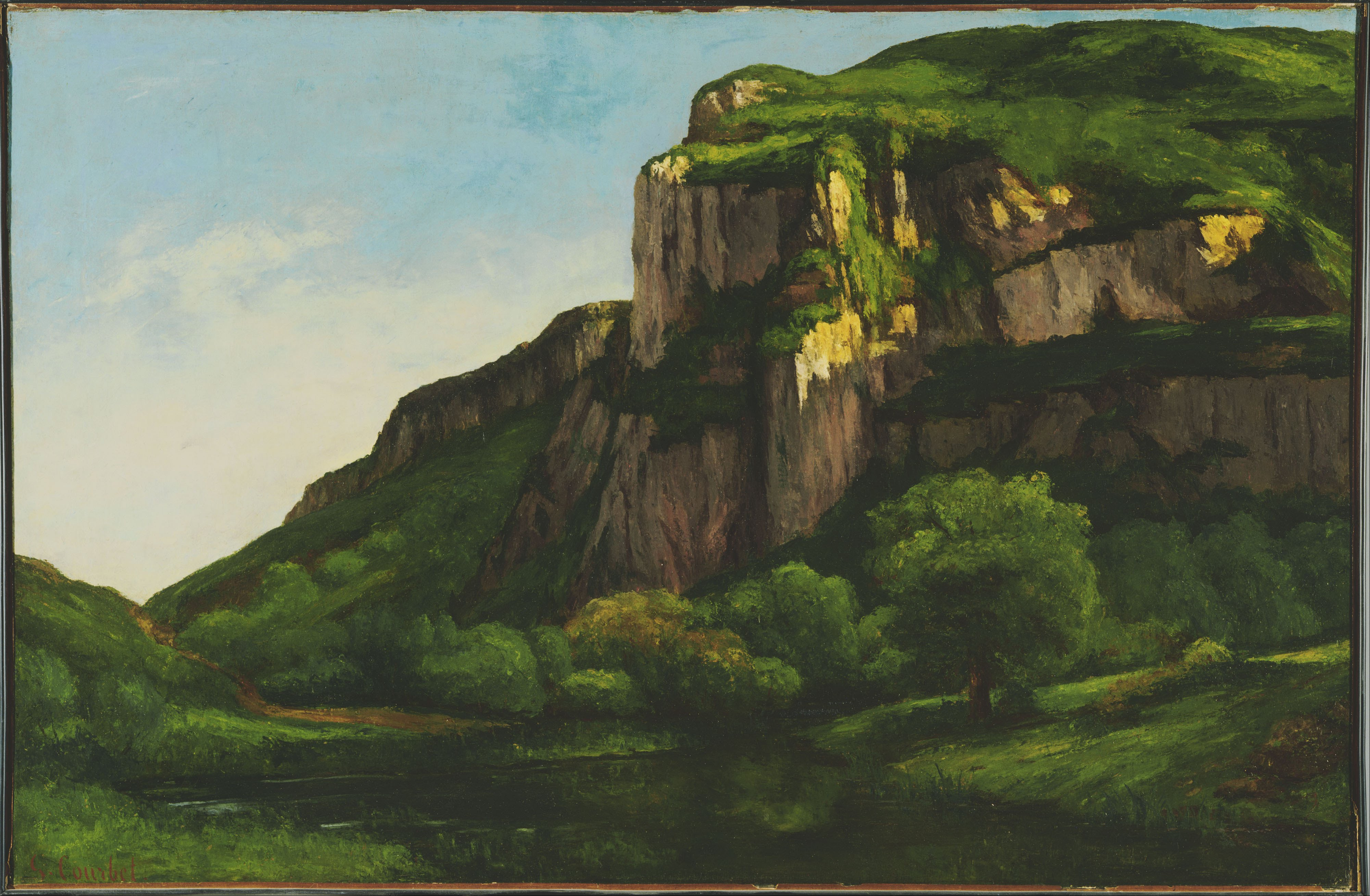
Gustave Courbet,
Rochers à Mouthier (1863).

- Antoine Perrenot de Granvelle (1517-1586), cardinal, coadjuteur en 1538 du prieuré de Mouthier-Haute-Pierre. Il fit rebâtir l'église paroissiale et restaura le logis prieural.
- Charles Pouchon (1814-1882), peintre né et mort à Mouthier-Haute-Pierre.
- Gustave Courbet (1819-1877), célèbre peintre né dans la commune voisine d'Ornans, s'est inspiré des paysages de Mouthier-Haute-Pierre pour certains de ses tableaux, tel que celui intitulé Rochers à Mouthier conservé au musée The Phillips Collection de Washington.
- Ernest Reyer (1823-1909), compositeur marseillais, passait tous ses étés à Mouthier jusqu'à la fin de sa vie (pour la petite histoire, l'air de la chanson paillarde "De profondis morpionibus" -paroles de Théophile Gautier- est tiré de sa marche funèbre, écrite pour le Maréchal Gérard).
- Césaire Phisalix (1852-1906) herpétologue français qui mit au point le sérum contre les morsures de vipères. Il est né à Mouthier-Haute-Pierre.
- Marie Phisalix (1861-1946), née Picot, femme du précédent, spécialiste française des animaux venimeux et des venins.
- Joseph Tyrode (1943-2019), député membre du Parti socialiste né à Mouthier-Haute-Pierre.

### Héraldique
| Blason de Mouthier-Haute-Pierre | Les armes de Mouthier-Haute-Pierre se blasonnent ainsi : D’azur au cartouche surmonté d’une couronne mitrée et crossée d’or, au lion couronné du même, le tout rangé en bande; vêtu d’argent à demi en chef à senestre et en pointe à dextre. |